# Provincia autónoma de Bolzano
La provincia autónoma de Bolzano - Tirol del Sur / Alto Adigio (en italiano: Provincia autonoma di Bolzano - Alto Adige; en alemán: Autonome Provinz Bozen - Südtirol; y en ladino Provinzia Autonoma de Balsan/Bulsan – Südtirol), más conocida como Tirol del Sur o Alto Adigio, es una provincia de la región italiana de Trentino - Alto Adigio / Tirol del Sur, de la cual forma parte junto con la provincia de Trento. La capital es Bolzano/Bozen (nombre oficial respectivamente en italiano y en alemán). Debido a los acuerdos entre los gobiernos de Italia y Austria, sobre todo por el tema lingüístico, la región Trentino - Alto Adigio / Tirol del Sur se descentralizó prácticamente en su totalidad a favor de las provincias, por lo que las provincias pueden ser prácticamente homologables al resto de las regiones de Italia y no al de las demás provincias.
La mayoría de la población (aprox. 70 %) habla alemán, un cuarto tiene el italiano como lengua materna y una pequeña minoría es de habla ladina. También se necesita el idioma alemán para trabajar en ciertos puestos públicos.

## Topónimos
La provincia se conoce con diferentes denominaciones, debidas a las vicisitudes de su historia.
En italiano, la provincia tradicionalmente ha sido llamada Provincia Autonoma di Bolzano – Alto Adige, utilizándose de costumbre la forma breve Alto Adige (Alto Adigio). Este era el nombre de la división administrativa conocida como el Departamento de Alto Adige (Dipartimento dell'Alto Adige), introducido durante el Reino de Italia en época napoleónica, que hace referencia al río Adigio nacido en esta provincia. El 13 de octubre de 2019 la Provincia aprobó una nueva ley para eliminar el término «Alto Adige» y el gentilicio «altoatesino» (surtirolés) de cualquier documento oficial de la provincia; sin embargo, después de diez días el mismo Presidente de la Provincia, Arno Kompatscher, se desdijo alegando que «se había equivocado».

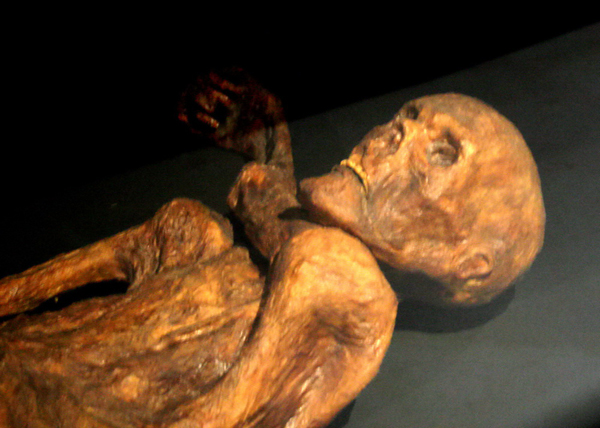
Momia del glaciar Ötzi del 4.º milenio a. C.

El topónimo oficial alemán es Autonome Provinz Bozen – Südtirol, normalmente abreviado en Südtirol (Tirol del Sur), nombre que corresponde a la región histórica y geográfica del Tirol, unidad administrativa del Imperio austrohúngaro hasta el año 1918. Además los habitantes de lengua alemana definen Tirol del Sur como Land (como los Länder de Alemania y Austria) en vez de provincia.
En lengua ladina esta región es llamada Provinzia Autònoma de Balsan (o Bulsan) – Südtirol, siendo aquí también su forma breve Südtirol como en alemán.
La Constitución de Italia (art. 116) reconoce desde el 18 de octubre de 2001 la versión italiano-alemana Alto Adige/Südtirol.
Además todos los topónimos tienen que ser bilingües, o trilingües en los valles ladinos. La mayoría de las denominaciones geográficas italianas fueron inventadas en 1906 por Ettore Tolomei (autor del Prontuario dei nomi locali dell'Alto Adige) y oficializadas en 1923.

## Historia

### Prehistoria
La zona a lo largo de los ríos Adigio, Eisack y Rienz ha estado habitada desde la Edad de Piedra Media (Mesolítico). En aquella época, la gente pasaba la mayor parte del verano en las altas montañas, por encima de la línea de árboles. Así lo demuestran numerosos yacimientos arqueológicos con hallazgos que datan del 7.º al 4.º milenio a. C. En el siguiente periodo neolítico, el hombre comenzó a poblar las fértiles terrazas de baja montaña a lo largo de los valles principales. Importantes hallazgos de esta época proceden del Plunacker en Villanders, de la colina del castillo de Juval en Vinschgau y del Tisenjoch ("Ötzi"). En la Edad de Bronce se inició un período de auge económico, debido principalmente a la extracción de cobre. A finales de la Edad de Bronce (1300-1000 a. C.) y en la Edad de Hierro más antigua, lo que hoy es el Tirol del Sur estaba poblado por personas portadoras de la cultura Laugen-Melaun de los Alpes interiores. En la última Edad de Hierro, los raecios eran miembros de la cultura Fritzens-Sanzeno y, por tanto, la primera población indígena conocida por su nombre en la región central de los Alpes.

### Antigüedad
Desde el año 59 a. C. hasta la época de las migraciones, la zona del actual Tirol del Sur perteneció al Imperio Romano. No se pueden rastrear fundaciones de ciudades locales de esta época, ya que la zona era puramente una etapa, pero se conocen numerosos miliarios y estaciones de vías romanas, como Sebatum en el valle del Pustertal o Sublavione en el valle del Eisacktal. En 2005, se descubrió una villa romana del siglo IV cerca de San Pablo, en el municipio de Eppan, y se excavó posteriormente, revelando mosaicos del suelo muy bien conservados.

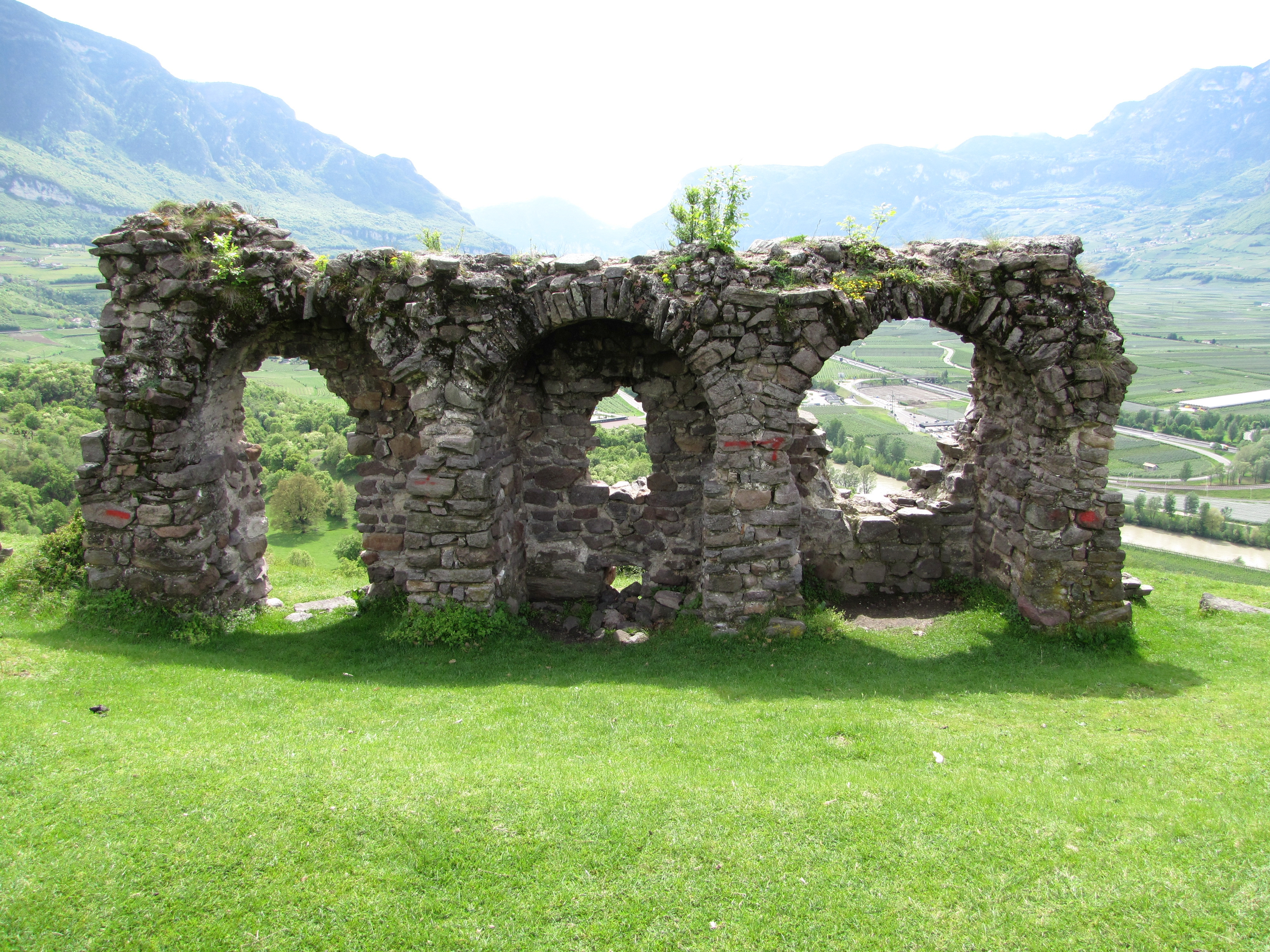
Ruinas en Castelfeder del período comprendido entre los siglos y d. C.

Entre los siglos VI y IX, la zona fue colonizada por los bávaros, que se encontraron con los lombardos y los aborígenes romanizados. Lugares y monumentos importantes de esta época son el Säbener Berg, cerca de Klausen, el Castelfeder, cerca de Auer, San Pedro en Altenburg, cerca de Kaltern, y la iglesia de San Próculo, cerca de Naturno.

### Edad Media
Como parte del Ducado de Baviera, primero en el Imperio franco y más tarde en el Sacro Imperio Romano Germánico, la zona adquirió una importancia estratégica porque sus carreteras servían de enlace con la Italia imperial. Grandes partes del territorio fueron concedidas como condados (incluido el valle de Nori) a los obispos de Trento y Bressanone en 1004 y 1027.
A lo largo de los siglos XII y XIII, los condes del Tirol (los albertinos y los meinhardinos) consiguieron convertir el condado del Tirol en el señorío local dominante, a partir del castillo del Tirol, cerca de Merano. Poco a poco, los valles al sur y al norte del río Brennero adoptaron el nombre de Tirol. A partir de finales del siglo XII se inició una fase de fundaciones de ciudades céntricas a lo largo de los ejes de transporte suprarregionales, lo que condujo a una considerable diferenciación social y densificación económica del territorio. El condado del Tirol fue el primero en fundarse en el siglo XII.
En 1363, tras los infructuosos intentos de adquisición por parte de las dinastías Wittelsbach y Luxemburgo, el condado del Tirol pasó de Margarita del Tirol (más tarde llamada "Maultasch") a los Habsburgo con el consentimiento de los estamentos tiroleses, que gobernaron el territorio casi de forma ininterrumpida hasta 1918.

### Primeros tiempos modernos

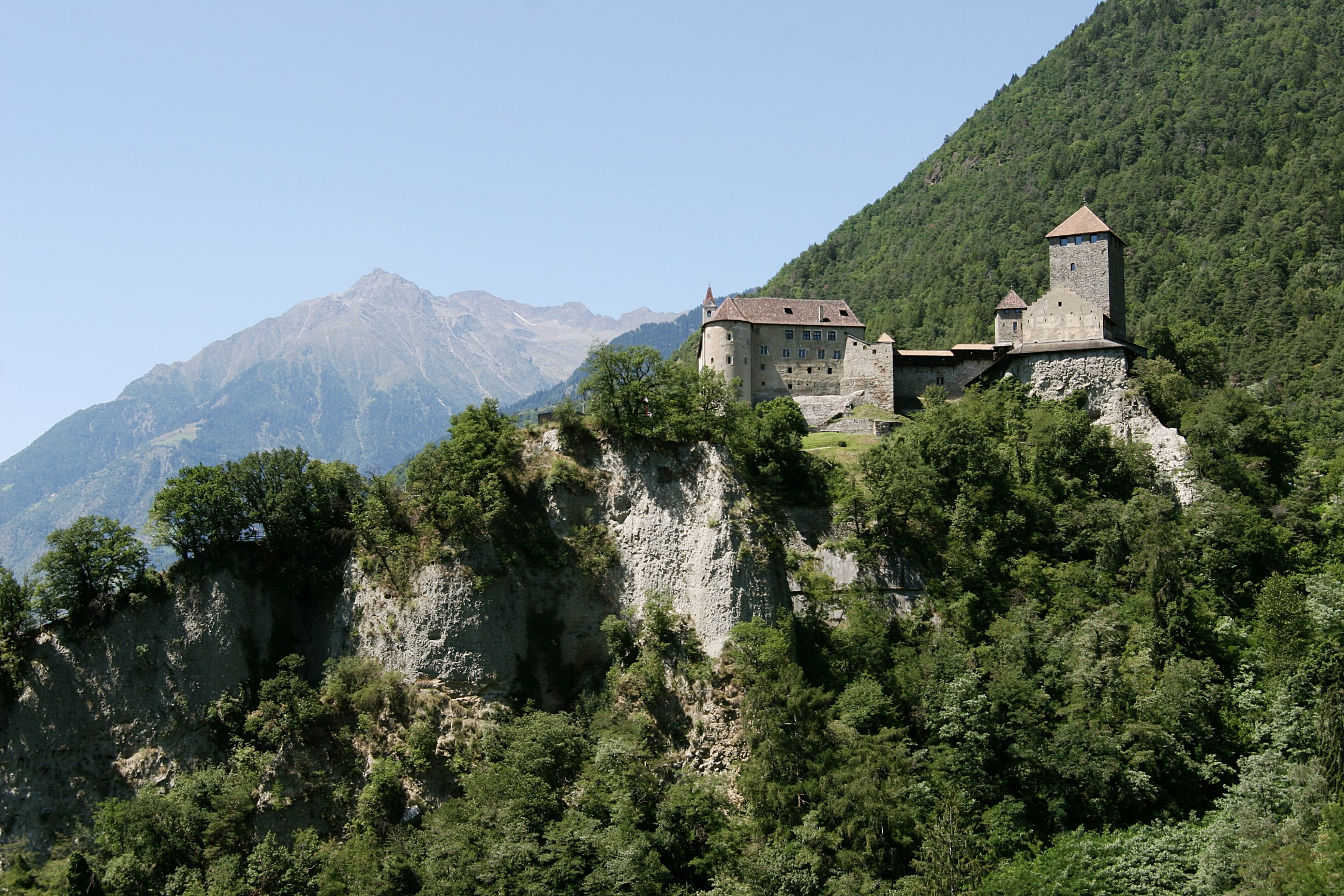
Castillo de Tirol, cuyas principales fases de construcción se extendieron entre los siglos y d. C.

A principios del siglo XVI, la región del Tirol también se vio afectada por grandes convulsiones políticas y religiosas-ideológicas. Alrededor de 1525, Michael Gaismair lideró el levantamiento campesino local, que, sin embargo, fue reprimido violentamente tras las concesiones iniciales del soberano tirolés. Gaismair fue víctima de un intento de asesinato selectivo por parte de los Habsburgo en Padua en 1532.
La Reforma encontró una resonancia especial en el Tirol al mismo tiempo en el movimiento de los huteritas, una asociación religiosa fundada por Jakob Hutter en 1528. Los huteritas fueron objeto de una persecución masiva. Jakob Hutter fue quemado en la hoguera frente al Tejado de Oro de Innsbruck en 1536. Muchos de sus seguidores abandonaron el Tirol como consecuencia de la represión y encontraron un nuevo hogar en Moravia, y más tarde en Norteamérica.

### SigloXIX
En el transcurso de la Revolución Francesa y de las posteriores guerras de conquista de Napoleón, el Tirol también experimentó trastornos. En 1805 todo el Tirol cayó en manos de Baviera, que se alió con Francia y se convirtió en reino en enero de 1806. En 1808, el Tirol fue dividido en tres distritos bávaros (Innkreis, Eisackkreis, Etschkreis); en 1809, también se levantaron allí tropas para el ejército bávaro.
Bajo el liderazgo de Andreas Hofer, surgió un movimiento de resistencia que se opuso violentamente al nuevo orden secular importado de Francia. Tras la represión militar del levantamiento popular tirolés, Bolzano y la zona del sur, junto con el Trentino, fueron anexionados al efímero Reino de Italia por primera vez en 1810, pero en 1813 fueron reocupados por las tropas del Imperio austriaco. En el curso del restablecimiento del equilibrio de poder prerrevolucionario en Europa (Restauración) en el Congreso de Viena, el Tirol fue reconfirmado como parte de la monarquía de los Habsburgo en 1815.
La revolución industrial apareció tardíamente en el Tirol en la primera mitad del siglo XIX, y durante mucho tiempo se limitó esencialmente a los centros de las pequeñas ciudades de la región; hasta 1890 no surgió un partido socialdemócrata en el Tirol, que siguió siendo muy insignificante. El nacionalismo alemán e italiano tuvo un efecto duradero. Las primeras controversias a este respecto ya habían surgido en el Tirol en el año revolucionario de 1848; se intensificaron con el trasfondo del Risorgimento italiano (1861) y la fundación del Imperio alemán (1871).

### Años de guerra y dictaduras
El estallido de la Primera Guerra Mundial se produjo en un momento en el que la base social del estado multiétnico de Austria-Hungría ya estaba profundamente dividida por los nacionalismos emergentes también en el Tirol. La ejecución del irredentista italiano Cesare Battisti en Trento en 1916 se considera el clímax simbólico del conflicto de la nacionalidad tirolesa. Fue precedida por la entrada de Italia en la guerra contra Austria-Hungría del lado de la Triple Entente en 1915. En este contexto, Italia había recibido garantías de sus aliados en el Tratado Secreto de Londres de que, tras la victoria, podría anexionarse la parte meridional del Tirol hasta el paso del Brennero, superando así los objetivos originales del irredentismo, que en un principio se concentraba en las zonas de habla italiana fuera del territorio italiano, y obteniendo apoyo internacional para ello.
El 30 de octubre de 1918 se constituyó el nuevo Estado de Austria Alemana, que consideró al Tirol del Sur alemán como parte de su territorio. El 3 de noviembre de 1918, el Ejército Imperial Austriaco (Hungría se consideraba no afectada desde el fin de la Unión Real el 31 de octubre de 1918 y posteriormente negoció su armisticio con Italia por separado) concluyó el Armisticio de Villa Giusti con el Reino de Italia. El Tirol del Sur fue entonces rápidamente ocupado por las tropas italianas.
La Austria alemana proclamó una república el 12 de noviembre de 1918. Sin embargo, como parte del bando perdedor de la guerra, tuvo poca influencia en el Tratado de Saint-Germain del 10 de septiembre de 1919 (que, por consiguiente, se denominó en su momento el Dictado de Saint-Germain), pero no vio ninguna alternativa viable a la conclusión del tratado. El Tirol del Sur fue concedido a Italia de acuerdo con el Tratado Secreto de Londres. La Asamblea Nacional Constituyente de Austria Alemana ratificó el tratado el 21 de octubre de 1919; según el derecho internacional, entró en vigor el 16 de julio de 1920. A esto le siguió la anexión formal del Tirol del Sur por parte de Italia el 10 de octubre de 1920, en la que se administró inicialmente junto con el Trentino como Venezia Tridentina.

### Italianización

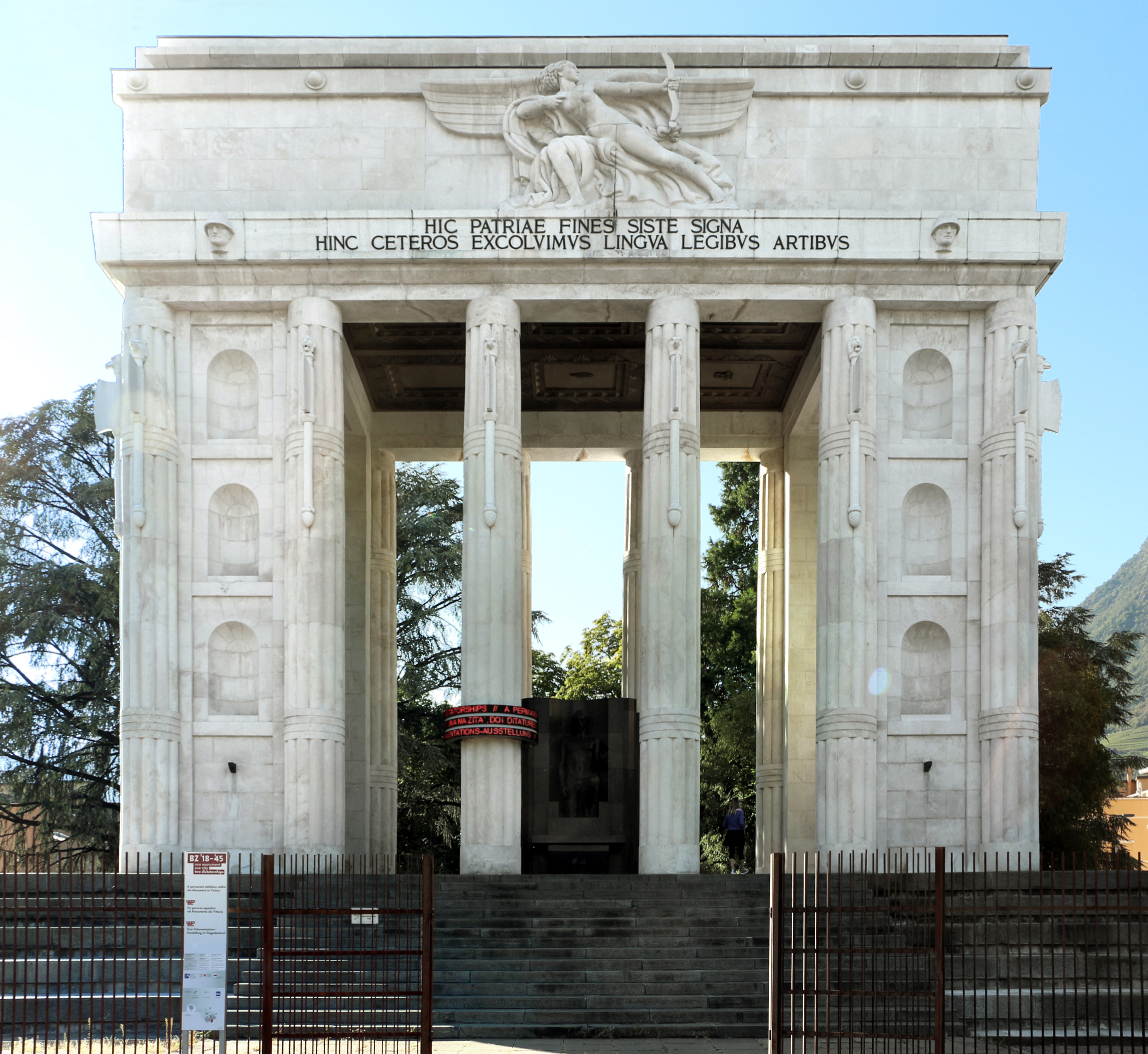
Monumento a la Victoria en Bolzano, construido como símbolo de la italianidad, el fascismo y como monumento a los muertos italianos de la Primera Guerra Mundial

Cuando los fascistas tomaron el poder en Italia en 1922, comenzó una violenta política de asimilación en el Tirol del Sur con el objetivo de erradicar por completo el antiguo carácter austriaco de la región. Como parte de un amplio programa de italianización diseñado por Ettore Tolomei, se prohibió el uso del alemán en las escuelas y en todas las instituciones públicas, y los nombres y apellidos de la población local se tradujeron oficialmente al italiano. En 1927, la Venezia Tridentina se dividió en la provincia de Trento, de mayoría italiana, y la de Bolzano, de mayoría alemana. Sobre todo a partir de la década de 1930, el Estado italiano intentó convertir a la población de habla alemana y ladina en una minoría dentro del Tirol del Sur mediante políticas de construcción de viviendas e industrialización selectivas y el aumento de la inmigración italiana. Las élites del clero católico y de la Asociación Alemana nacionalista conservadora se opusieron a esta política de desnacionalización creando escuelas ilegales de catacumbas. Sin embargo, desde principios de la década de 1930, los sudistas también se organizaron en el partido nacionalsocialista Völkischer Kampfring Südtirols (VKS). 
En mayo de 1939, Benito Mussolini y Adolf Hitler concluyeron el Pacto de Acero; los dos dictadores acordaron, entre otras cosas, reconocer "la frontera común entre Alemania e Italia, fijada para siempre", es decir, también la existente entre Tirol y Tirol del Sur. Para resolver la cuestión del Tirol del Sur, de acuerdo con la doctrina nacionalsocialista Heim ins Reich, en octubre de ese mismo año se concluyó finalmente un acuerdo de reasentamiento, la llamada Opción, en la que se daba a la población de habla alemana y ladina la opción de emigrar al Reich alemán o permanecer en su patria sin la protección de la minoría étnica. El Völkischer Kampfring del Tirol del Sur apoyó este acuerdo tras las críticas iniciales, mientras que un pequeño grupo en torno al Andreas-Hofer-Bund se opuso al reasentamiento. El 86% de los suroleses optaron por la emigración. Poco después del comienzo de la Segunda Guerra Mundial, decenas de miles de personas fueron reasentadas en el Reich alemán.
Con la caída de Mussolini y la invasión alemana del norte de Italia, el reasentamiento terminó prematuramente en 1943; el Tirol del Sur pasó a estar directamente bajo el régimen nacionalsocialista como Zona de Operaciones de los Alpes hasta el final de la guerra en 1945, siendo el campo de tránsito de Bolzano de los mayores de su tipo en Italia. Con la invasión de las fuerzas estadounidenses en la primavera de 1945, el movimiento de resistencia antifascista italiano Comitato di Liberazione Nazionale (CLN) se hizo cargo de la administración provisional del Tirol del Sur; al mismo tiempo, se fundó el Partido Popular Sudtirolés (SVP) como partido colectivo de los sudistas de habla alemana y ladina.

### Posguerra y autonomía
Al margen de la Conferencia de Paz de París de 1946, se negociaron las bases de un estatuto de autonomía para el Tirol del Sur y las comunidades germanófonas del Trentino adyacente entre el Gobierno Federal austriaco Figl I y la República de Italia (Acuerdo Gruber-De-Gasperi). Este acuerdo también estableció la función protectora de Austria para el Tirol del Sur, que sigue siendo ejercida en la actualidad por el gobierno federal austriaco. Aunque el gobierno italiano amplió la provincia de Bolzano en 1948 para incluir una serie de municipios de mayoría germanófona (principalmente en el Unterland y en el Deutschnonsberg) que anteriormente habían sido asignados a la provincia de Trento, fusionó las dos provincias para formar la región de Trentino-Tiroler Etschland. El llamado Primer Estatuto de Autonomía otorgaba una parte importante de las competencias autonómicas a esta región mayoritariamente italoparlante, colocando a los representantes políticos de los suroleses de habla alemana en una posición minoritaria. Otras disposiciones del tratado tampoco se cumplieron en gran medida durante la década de 1950. Al mismo tiempo, la política económica italiana fomentó la migración laboral de las regiones italianas vecinas al Tirol del Sur, contra la que se creó una resistencia entre la población establecida desde hace tiempo. El descontento de gran parte de la población germanoparlante culminó, por el momento, con la gran concentración en el castillo de Sigmundskron en 1957.
El clima de marginación política y económica animó a algunos sudistas de mentalidad separatista (Befreiungsausschuss Südtirol, BAS) desde mediados de los años 50 en su plan de forzar la secesión del Tirol del Sur de Italia mediante atentados. Tras el encarcelamiento de la cúpula del BAS como consecuencia de la Noche del Fuego en 1961, se produjeron atentados cada vez más violentos hasta finales de la década de 1980 por parte de grupos de seguimiento vinculados a círculos neonazis de países extranjeros de habla alemana.

### Solución diplomática
Incluso antes de los sucesos de la Noche del Fuego, la cuestión del Tirol del Sur se "internacionalizó", es decir, se convirtió en objeto de atención más allá de Austria e Italia, en 1960 con el anuncio de la disputa entre Austria e Italia por parte del entonces ministro de Asuntos Exteriores austriaco Bruno Kreisky ante la Asamblea General de la ONU. El gobierno italiano se vio así motivado a encontrar una solución al conflicto político con la minoría étnica de los sudistas. Tras la creación de la Comisión parlamentaria de los Diecinueve en 1961, los ministros de Asuntos Exteriores Giuseppe Saragat (Italia) y Bruno Kreisky (Austria) llegaron a un primer acuerdo de principio en 1964 sobre la aplicación del paquete de medidas presentado por la Comisión. Tras nuevas renegociaciones, el llamado "calendario operativo" para la aplicación del "paquete del Tirol del Sur" fue finalmente aprobado por el Partido Popular Sudtirolés y el Consejo Nacional de Austria en 1969 y adoptado por el Parlamento italiano en 1971. En 1972, el Segundo Estatuto de Autonomía entró en vigor como ley constitucional, trayendo consigo una importante ampliación de la autonomía del Tirol del Sur. En 1992, el gobierno italiano anunció al gobierno austriaco que el paquete y el calendario operativo ya se habían aplicado en su totalidad. A continuación, Austria envió a Italia y a las Naciones Unidas una "declaración de resolución del litigio", tras la aprobación de los políticos del Tirol del Sur y del Tirol.

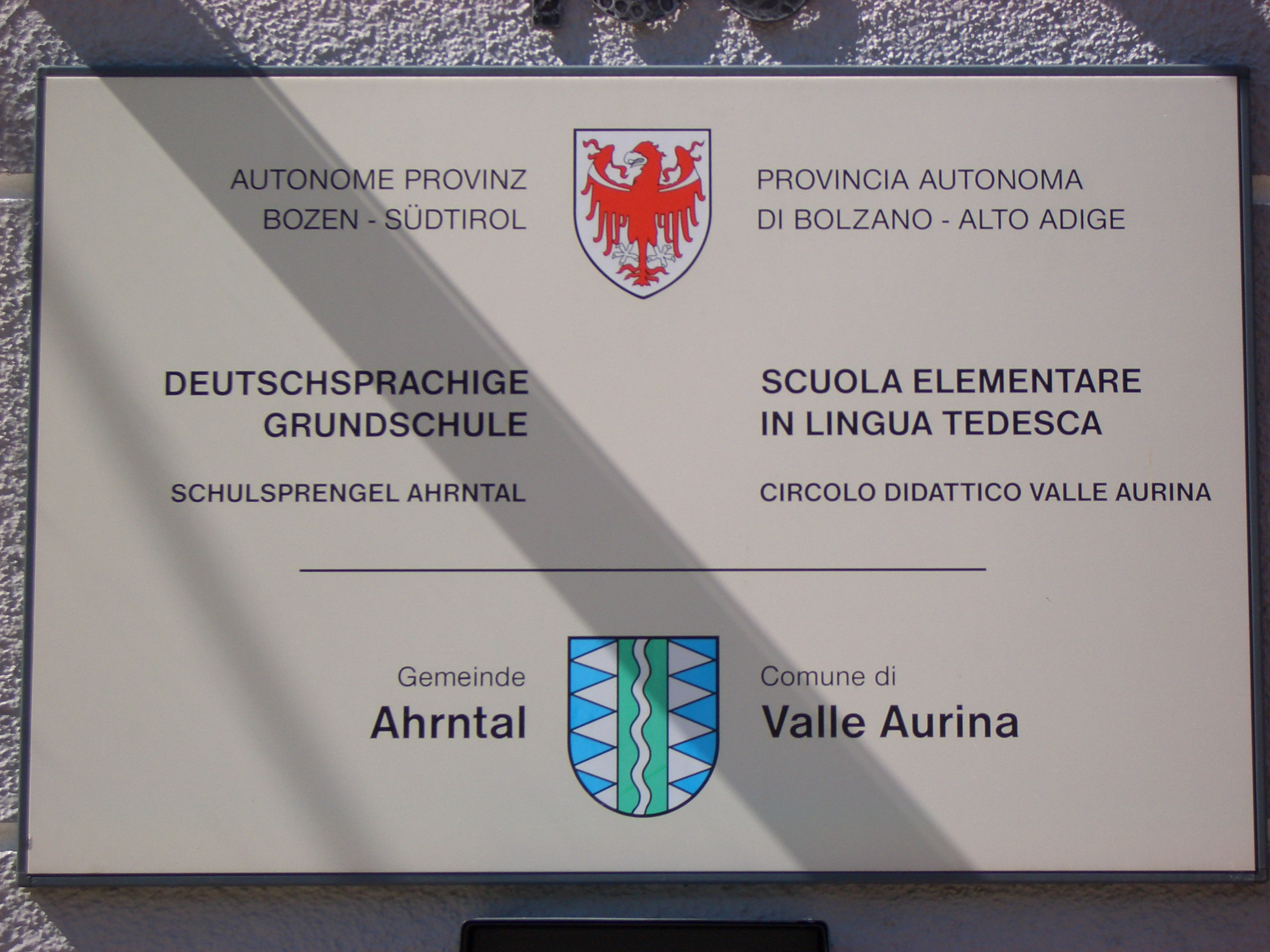
Placa en una escuela de lengua alemana en italiano y alemán

Favorecido por amplios poderes de autonomía (en parte también en materia presupuestaria), el Tirol del Sur pudo desarrollarse como una región próspera en Europa y una de las mejores de Italia. Desde los años noventa, el proceso de integración europea, impulsado por el Acuerdo de Schengen y la introducción de la moneda común, el euro, ha facilitado que la provincia del Tirol y las provincias del Tirol del Sur y del Trentino aprovechen sus largos lazos históricos. Con la fundación de la Región Europea Tirol-Tirol del Sur-Trentino, se institucionalizó la cooperación transfronteriza con las demás partes del antiguo territorio de la corona del Tirol. Los primeros encuentros de altos representantes políticos de ambos Estados en suelo surtirolés son un símbolo de la relajación de las relaciones italo-austriacas en la cuestión del Tirol del Sur: El 5 de septiembre de 2012, los presidentes Giorgio Napolitano y Heinz Fischer se reunieron para realizar consultas en la Kurhaus de Merano, y el 5 de julio de 2014 el primer ministro Matteo Renzi y el canciller federal Werner Faymann participaron en una reunión conjunta en el castillo de Prösels.

## Geografía
La provincia limita al norte y al este con los estados austriacos Tirol y Salzburgo, al oeste con Suiza (Cantón de los Grisones), al sureste con la Provincia de Belluno (región Véneto), al sur con la Provincia autónoma de Trento y al suroeste (por el paso Stelvio) con la Provincia de Sondrio (región Lombardía).
El territorio es enteramente montañoso, el Ortles (Ortler en alemán) es con 3.905 metros la cumbre más alta. Además está irrigado por varios cursos de agua: el Adigio, el Isarco, el Rienza, el Passirio, la Talvera. También existen algunos lagos: Lago di Resia/Reschensee, Lago di Caldaro/Kalterer See, Lago di Monticolo/Montiggler See, Lago di Braies/Pragser Wildsee, Lago di Varna/Vahrner See.

### Clima
Climáticamente, el Tirol del Sur puede dividirse en cinco grupos distintos:
La zona del valle del Adigio, con inviernos fríos (medias de 24 horas en enero de unos 0 °C) y veranos cálidos (medias de 24 horas en julio de unos 23 °C), normalmente clasificada como clima subtropical húmedo - Cfa. Tiene el clima más seco y soleado de la provincia. La principal ciudad de esta zona es Bolzano.

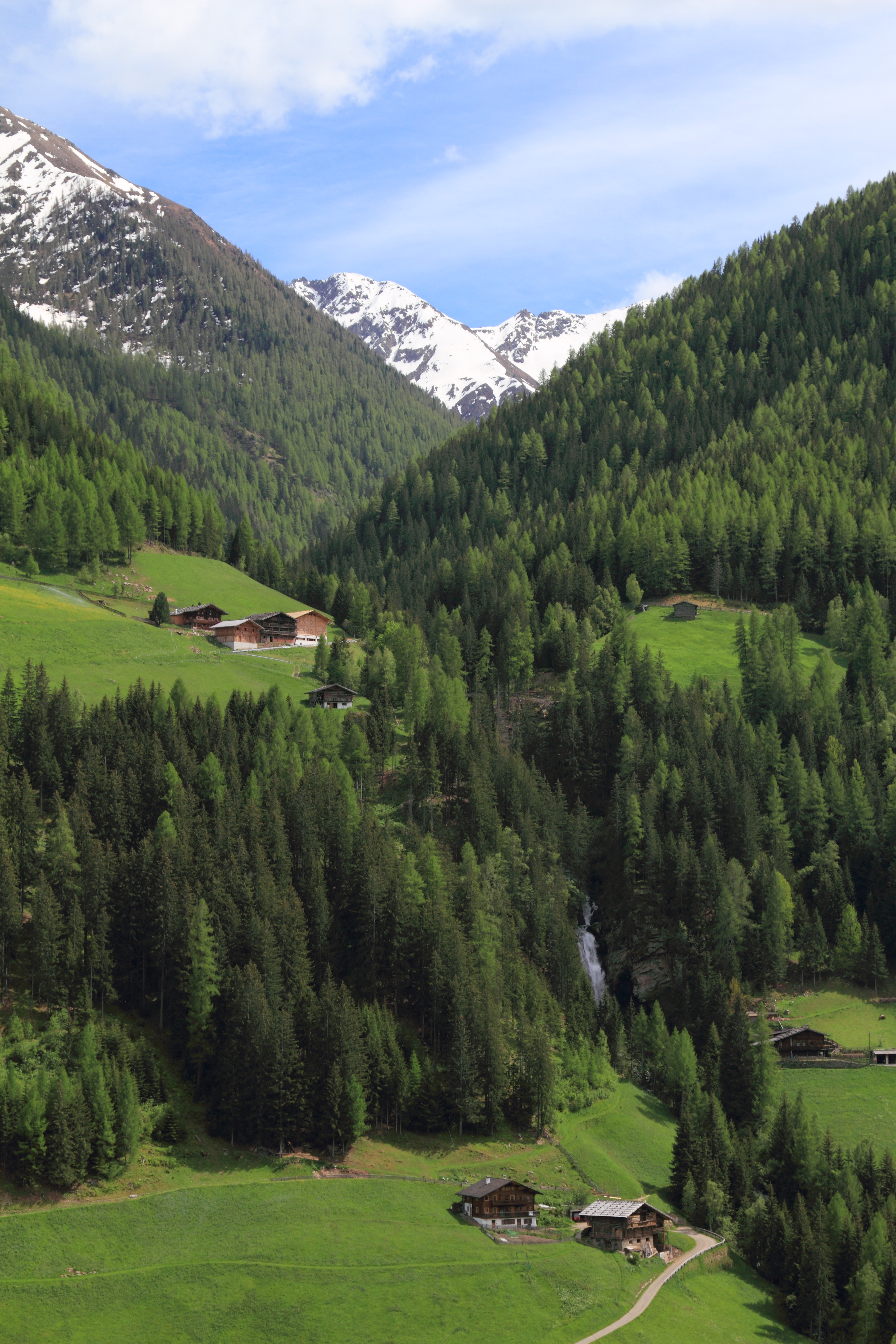
Valle Ulten

La zona media, entre 300 y 900 metros, con inviernos fríos (medias de 24 horas en enero entre –3 °C y 1 °C) y veranos suaves (medias de 24 horas en julio entre 15 °C y 21 °C); es un clima típicamente oceánico, clasificado como Cfb. Suele ser más húmedo que el clima subtropical, y muy nevado durante los inviernos. Durante la primavera y el otoño, hay una gran temporada de niebla, pero puede haber niebla incluso en las mañanas de verano. Las principales ciudades de esta zona son Meran, Bruneck, Sterzing y Brixen. Cerca de los lagos en tierras más altas (entre 1000 y 1400 metros) la humedad puede hacer que el clima en estas regiones sea más suave durante el invierno, pero también más fresco en verano, entonces, puede darse un clima oceánico subpolar, Cfc.
Los valles alpinos entre 900 y 1400 metros, con un clima continental típicamente húmedo - Dfb, cubren la mayor parte de la provincia. Los inviernos suelen ser muy fríos (medias de 24 horas en enero entre -8 °C y -3 °C), y los veranos, suaves con medias entre 14 y 19 °C. Es un clima muy nevado; puede nevar desde principios de octubre hasta abril o incluso mayo. Los principales municipios de esta zona son Urtijëi, Badia, Sexten, Toblach, Stilfs, Vöran y Mühlwald.
Los valles alpinos entre 1400 y 1700 metros, con un clima subártico - Dfc, con inviernos duros (medias de 24 horas en enero entre -9 °C y -5 °C) y veranos frescos, cortos, lluviosos y con niebla (medias de 24 horas en julio de unos 12 °C). Estas zonas suelen tener cinco meses por debajo del punto de congelación, y a veces nieva incluso durante el verano, en septiembre. Este clima es el más húmedo de la provincia, con grandes precipitaciones durante el verano y fuertes nevadas durante la primavera y el otoño. El invierno suele ser un poco más seco, marcado por las heladas y las semanas secas, aunque no lo suficientemente seco como para ser clasificado como clima Dwc. Los principales municipios de esta zona son Corvara, Sëlva y Santa Cristina Gherdëina.
Las tierras altas por encima de los 1700 metros, con un clima de tundra alpina, ET, que se convierte en un clima de casquete de hielo, EF, por encima de los 3000 metros. Los inviernos son fríos, pero a veces no tanto como los de los valles más altos. En enero, la mayoría de las zonas a 2000 metros tienen una temperatura media de unos -5 °C, mientras que en los valles a unos 1600 metros, la temperatura media puede ser de hasta -8 o -9 °C. Las tierras más altas, por encima de los 3000 metros, suelen ser extremadamente frías, con medias de unos -14 °C durante el mes más frío, enero.

### Geología

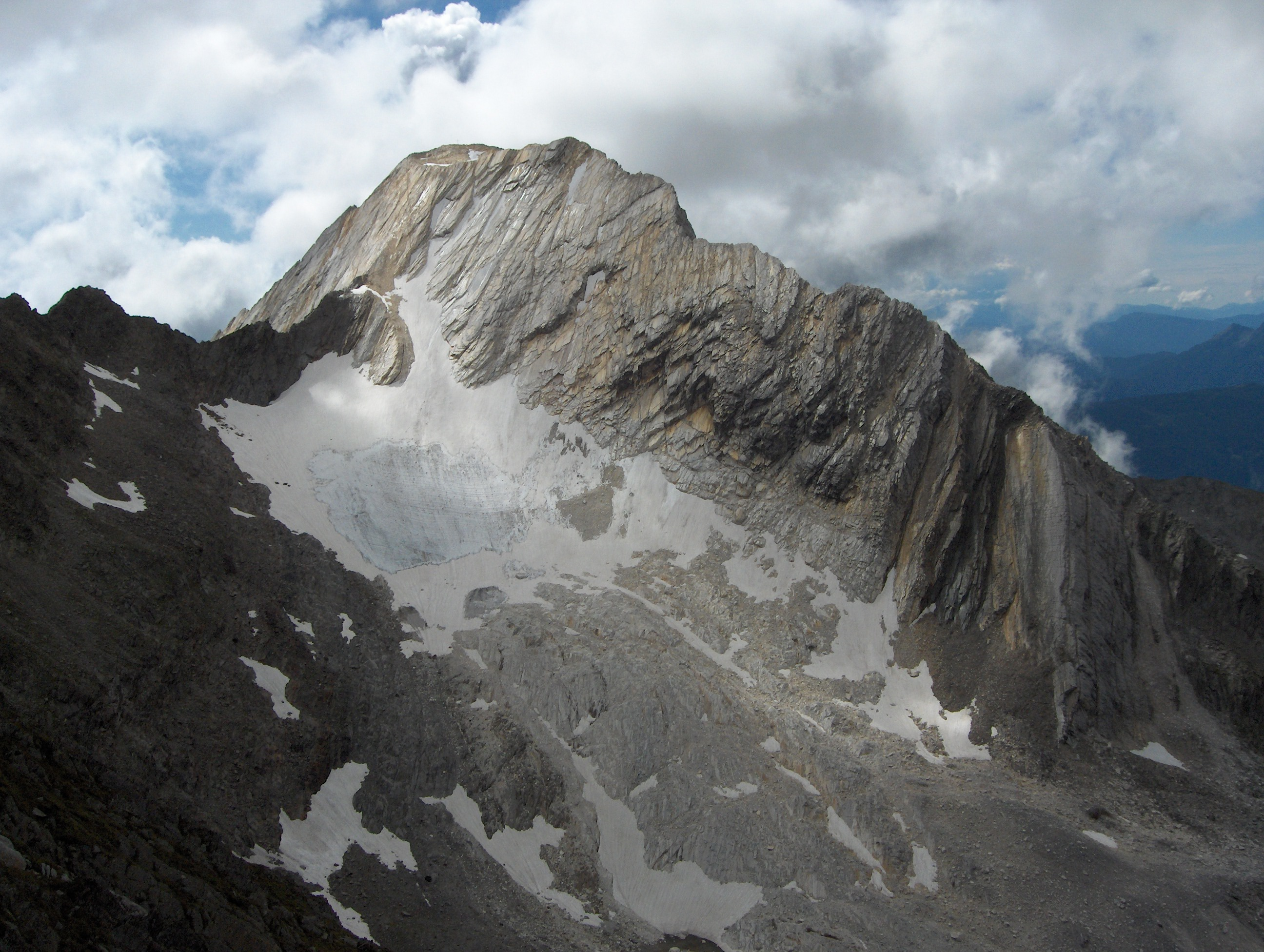
Rocas alpinas orientales

El filón periadriático, que separa los Alpes del Sur de los Alpes Centrales, recorre el Tirol del Sur en dirección suroeste-noreste. En el Tirol del Sur salen a la luz al menos tres de los cuatro elementos estructurales principales de los Alpes: el alpino meridional sale a la luz al sur de la sutura periadriática, el alpino oriental al norte de la misma, y en la parte norte del país, al este del paso del Brennero, la ventana del Tauern, en la que son visibles el peninsular y, según algunos autores, el helvético.
En el sur del Tirol se puede reconocer a grandes rasgos la siguiente estructura: El piso más bajo forma el sótano cristalino. Hace unos 280 millones de años, en el Pérmico inferior, se produjeron múltiples eventos magmáticos. En esa época se formó el granito de Brixen en el límite norte de los Alpes del Sur, y más o menos al mismo tiempo, más al sur, en la zona de Bolzano, hubo una fuerte actividad volcánica que formó el complejo volcánico de Etschtal. En el Pérmico Superior comenzó un periodo en el que se formaron rocas sedimentarias. Al principio, se trataba de sedimentos parcialmente clásticos, entre los que se encuentra la arenisca de Gröden. En el Triásico se formaron entonces plataformas carbonatadas masivas de rocas dolomíticas; este proceso fue interrumpido en el Triásico Medio por una breve pero violenta fase de actividad volcánica.
En el Tirol del Sur, los Alpes Orientales están formados principalmente por rocas metamórficas, como gneises o esquistos de mica, con ocasionales intercalaciones de mármol y rocas sedimentarias mesozoicas con sobreimpresión metamórfica (por ejemplo, en el Ortler o al suroeste del Brennero). En la Ventana de Tauern se encuentran diversas rocas metamórficas, como el mármol de Hochstegen (como en Wolfendorn), Grünschiefer (como en Hochfeiler), o rocas del Zentralgneiss (predominantemente en la zona de la Dorsal Principal de Zillertal).
La provincia del Tirol del Sur ha puesto bajo protección numerosos monumentos naturales geológicos. Entre los más conocidos están el desfiladero de Bletterbach, un cañón de 12 km de longitud en el municipio de Aldein, y las Pirámides de Tierra de Rittner, que son las más grandes de Europa con una altura de hasta 30 m.

### Montañas

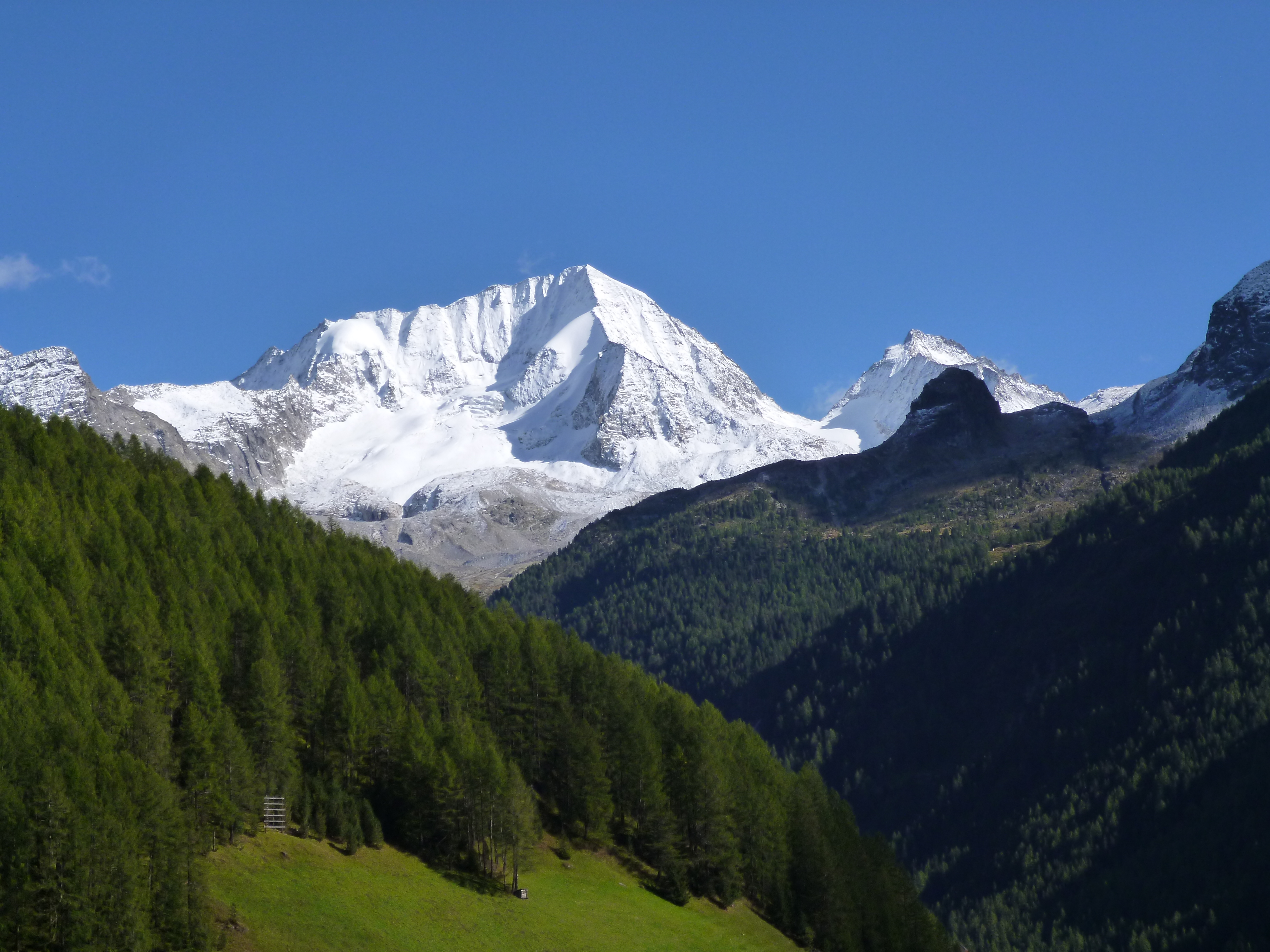
Hochgall en el Grupo Rieserferner

Según la Asociación Alpina, en Tirol del Sur se encuentran 13 grupos montañosos de los Alpes Orientales, de los cuales solo los Alpes Sarntal se encuentran totalmente dentro de las fronteras nacionales. Los doce restantes son (en el sentido de las agujas del reloj, empezando por el oeste): Grupo Sesvenna, Alpes de Ötztal, Alpes de Stubai, Alpes de Zillertal, Grupo Venediger, Grupo Rieserferner, Montañas Villgratner, Alpes Cárnicos, Dolomitas, Alpes de Fleimstal, Grupo Nonsberg y Alpes de Ortler. Destacan especialmente las Dolomitas, partes de las cuales fueron reconocidas por la UNESCO en 2009 como "Patrimonio de la Humanidad de las Dolomitas".
Aunque algunos macizos aislados se acercan a los 4.000 m y muestran una fuerte glaciación (especialmente en los Alpes de Ortler y en la cresta principal de los Alpes), el Tirol del Sur está dominado, con diferencia, por montañas con altitudes de entre 2.000 y 3000 m. Entre la multitud de picos, los Dolomitas son los más altos de los Alpes. Entre el gran número de picos, tres destacan por su importancia alpina o cultural: el Ortler (3905 m) como montaña más alta del Tirol del Sur, el Schlern (2563 m) como "hito" del país y el Drei Zinnen (2999 m) como centro de la escalada alpina. Otras montañas conocidas son el Königspitze (3851 m), el Weißkugel (3739 m), el Similaun (3599 m), el Hochwilde (3480 m), el Sarner Weißhorn (2705 m), el Hochfeiler (3509 m), el Dreiherrnspitze (3499 m), el Hochgall (3436 m), el Peitlerkofel (2875 m), el Langkofel (3181 m) y el Rosengartenspitze (2981 m).
Los extensos paisajes montañosos, cerca del 34% de la superficie total del Tirol del Sur, son zonas de pastos alpinos (entre ellos, los 57 km² del gran Alpe di Siusi). A lo largo de los valles principales, las cadenas montañosas descienden en muchos lugares hacia los fondos de los valles sobre suaves paisajes en terrazas, que son restos geológicos de antiguos sistemas de valles; situadas entre altas montañas inhóspitas y fondos de valles antiguamente pantanosos o profundamente incisos, estas zonas conocidas como "Mittelgebirge" (incluyendo, por ejemplo, la zona de Schlern) son de particular importancia en términos de historia de asentamientos.

### Valles

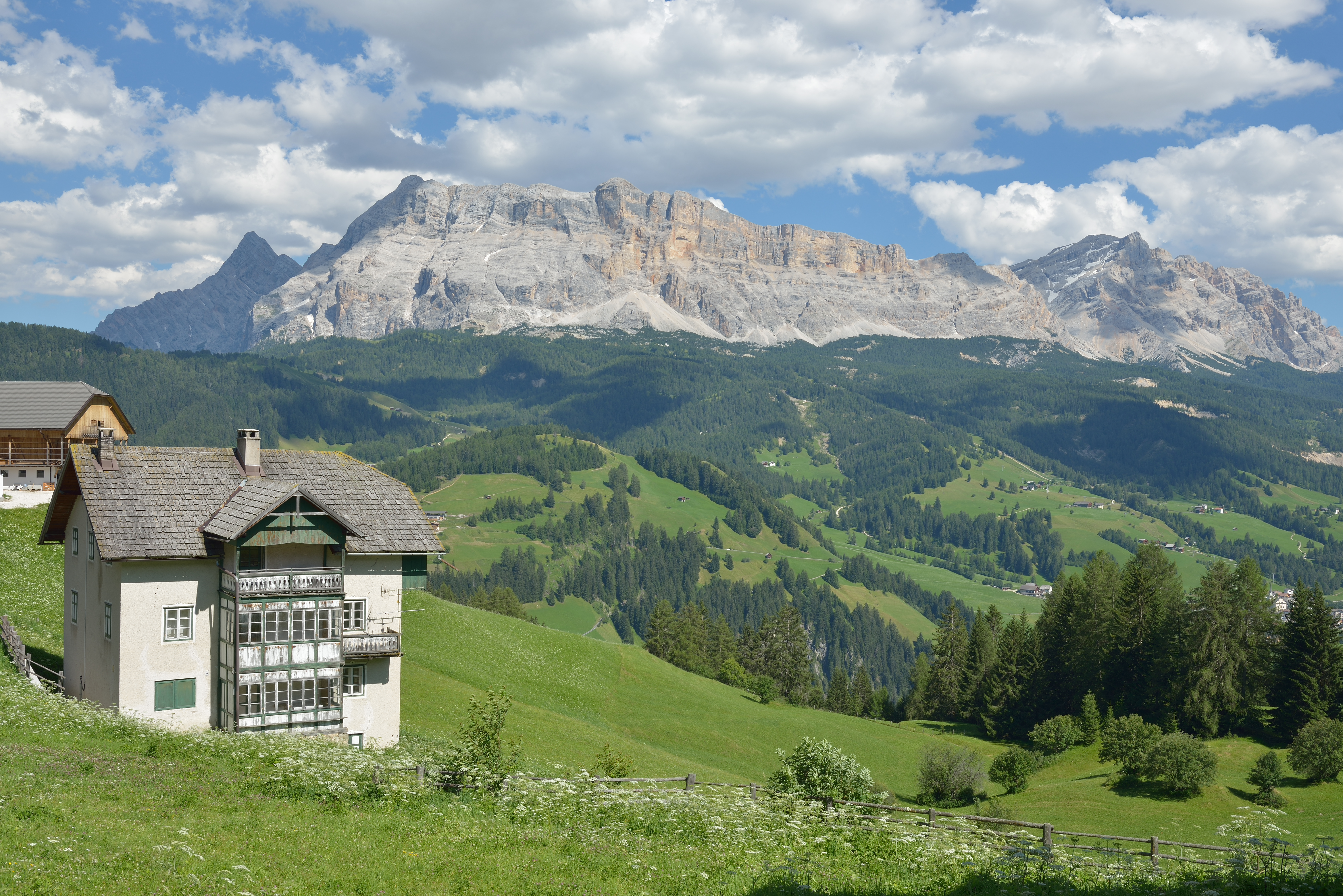
Val Badia, cerca de la localidad de Badia

Los tres principales valles del Tirol del Sur son el Etschtal, el Eisacktal y el Pustertal, formados por el glaciar Etsch de la era glacial y sus afluentes. La parte más alta del valle del Etsch, en el oeste del Tirol del Sur, desde Reschen (1507 m) hasta Töll (aprox. 500 m), cerca de Meran, se denomina Vinschgau; el tramo más meridional, desde Bozen hasta Salurner Klause (207 m), se divide en Überetsch y Unterland. Desde allí, el Etschtal continúa en dirección sur hasta fundirse con la llanura del Po en Verona.
En Bozen, el Eisacktal desemboca en el Etschtal. El Eisacktal se extiende desde Bolzano hacia el noreste hasta Franzensfeste, donde se funde con el Wipptal, que discurre primero hacia el noroeste y luego hacia el norte por el paso del Brennero hasta Innsbruck. En la ciudad de Bressanone, el Valle Isarco se encuentra con el Valle Pusteria, que pasa por Brunico y llega hasta Lienz a través del Collado de Dobbiaco (1210 m). Además de los tres valles principales, Tirol del Sur cuenta con un gran número de valles laterales. Los valles laterales más importantes y poblados son (de oeste a este) Sulden, Schnals, Ulten, Passeier, Ridnaun, el Sarntal, Pfitsch, Gröden, el Gadertal, el Tauferer Ahrntal y Antholz.
En el Tirol del Sur montañoso, alrededor del 64,5% de la superficie total del territorio se encuentra por encima de los 1500 m s. n. m. y solo el 14% por debajo de los 1000 m. Por lo tanto, una gran parte de la población se concentra en zonas relativamente pequeñas en los valles a una altitud de entre 200 y 1200 m, principalmente en la zona de los extensos conos aluviales y las amplias cuencas. Las zonas más densamente pobladas se encuentran en el valle del Adigio, donde se encuentran tres de las cuatro ciudades más grandes, Bolzano, Merano y Laives. Los fondos planos de los valles se utilizan principalmente para la agricultura.

### Hidrografía

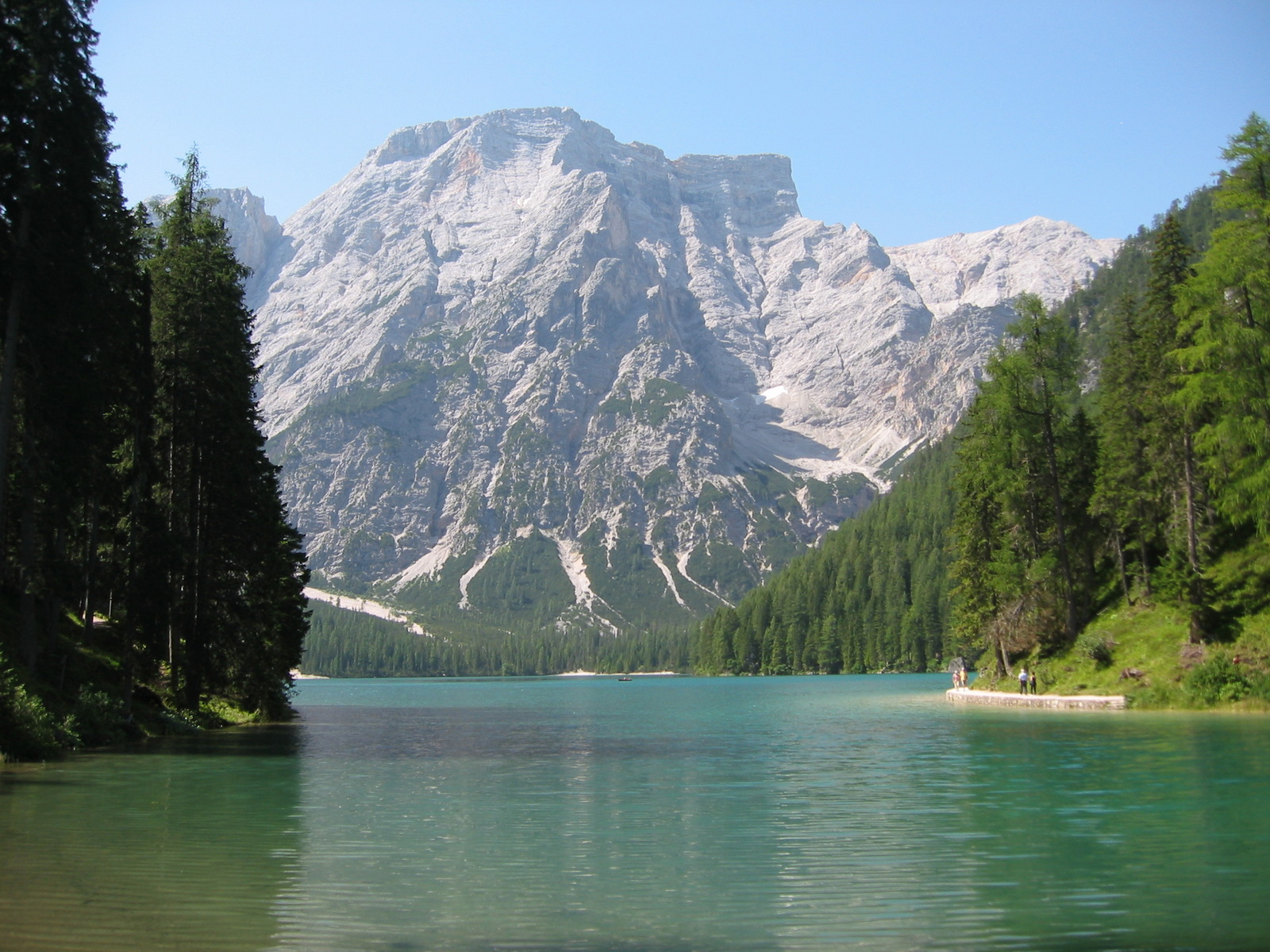
Lago Braies o Pragser Wildsee

El río más importante del Tirol del Sur es el Adigio, que nace en el paso de Reschen, recorre una distancia de unos 140 km hasta la frontera en el Salurner Klause, y luego fluye hacia el valle del Po y el mar Adriático. El Adigio, cuya longitud total de 415 km en Italia solo es superada por el Po, drena el 97% de la superficie del territorio. Su sistema fluvial incluye también el Eisack, de unos 100 km de longitud, y el Rienz, de unos 80 km, los dos siguientes ríos más grandes del Tirol del Sur. Se alimentan de numerosos ríos y arroyos en los valles tributarios. Los afluentes más importantes son el Plima, el Passer, el Falschauer, el Talfer, el Ahr y el Gader. El 3% restante de la superficie está drenado por los sistemas fluviales Drava e Inn hacia el Mar Negro y por el sistema fluvial Piave hacia el mar Adriático, respectivamente.
En el Tirol del Sur hay 176 lagos naturales con una superficie de más de media hectárea, la mayoría de los cuales están situados por encima de los 2000 m de altitud. Solo 13 lagos naturales tienen más de 5 hectáreas, y solo tres de ellos están situados por debajo de los 1000 m de altitud: el Kalterer See (215 m), el Großer (492 m) y el Kleiner Montiggler See (514 m). Entre los embalses del Tirol del Sur utilizados para la producción de energía se encuentran el Reschensee (1498 m), que con una superficie de 523 hectáreas forma la mayor masa de agua en pie del Tirol del Sur, el Zufrittsee (1850 m) y el Arzkarsee (2250 m).
Los monumentos naturales designados por la provincia del Tirol del Sur incluyen numerosos objetos hidrológicos, como arroyos, cascadas, páramos, glaciares y lagos de montaña como el Pragser Wildsee (1494 m), el Karersee (1519 m) o el Spronser Seen (2117-2589 m)

### Vegetación

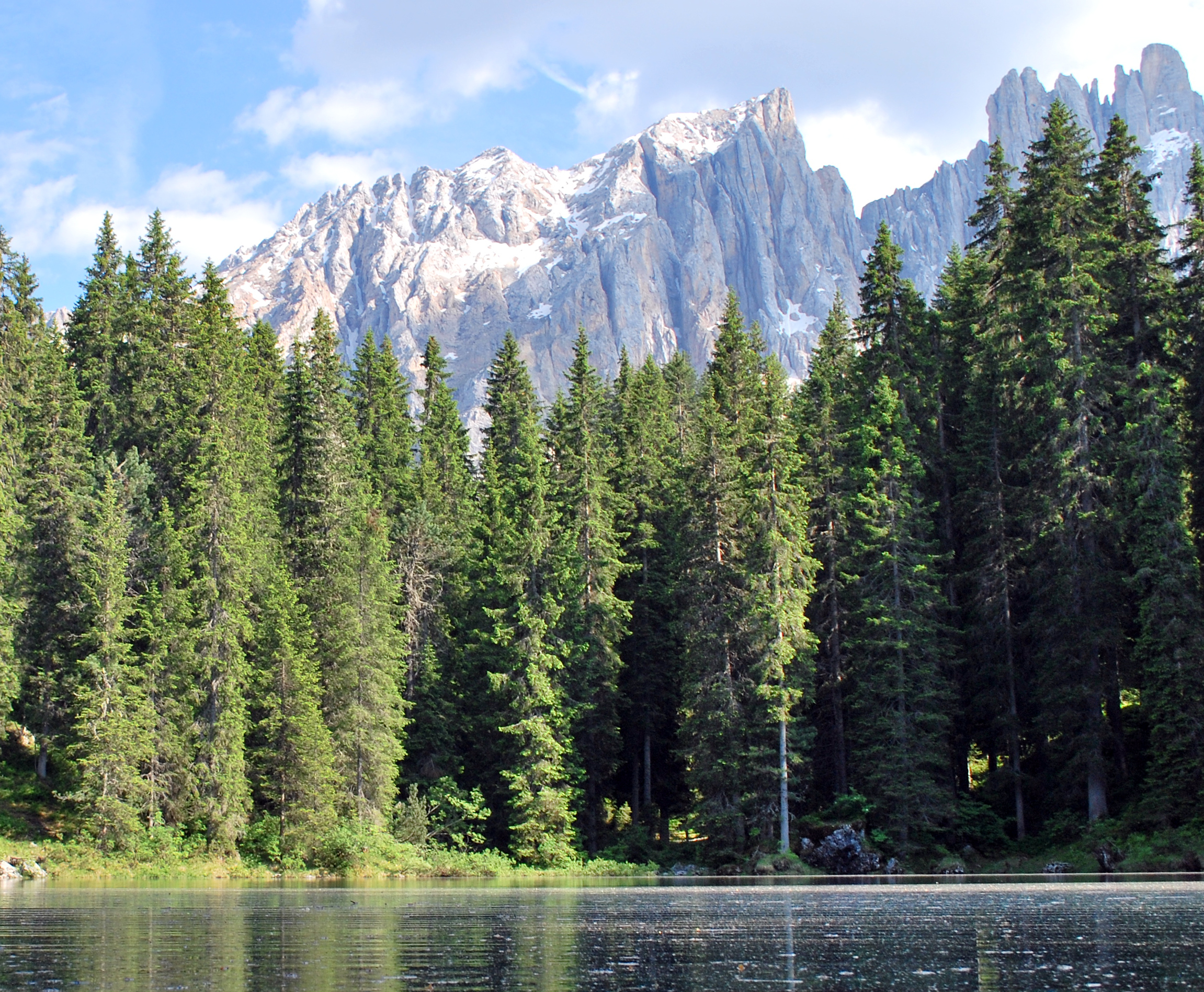
Grupo de abetos y pinos en el bosque de Latemar

Aproximadamente el 50 % de la superficie del Tirol del Sur está cubierta de bosques, otro 40 % se encuentra por encima de los 2000 m y, por tanto, en gran medida más allá de la línea de demarcación forestal, que varía entre los 1900 y los 2200 m. En cada caso, más de la mitad de la superficie forestal total se encuentra en terrenos con una inclinación superior a los 20° y en altitudes comprendidas entre los 1200 y los 1800 m. Aproximadamente el 24% de la superficie forestal se puede clasificar como bosque protector que preserva los asentamientos, las vías de tráfico y otras infraestructuras humanas. Un estudio hemerográfico de 1997 clasificó alrededor del 35% de los bosques del Tirol del Sur como casi naturales o naturales, alrededor del 41% como moderadamente modificados y alrededor del 24% como muy modificados o artificiales. Los bosques se encuentran en los fondos de los valles.
Los fondos planos de los valles estaban originalmente cubiertos por completo de bosques de ribera, de los que solo quedan restos muy pequeños a lo largo de los ríos. Las zonas restantes han dado paso a asentamientos y terrenos agrícolas. En las laderas de los valles, se encuentran bosques mixtos caducifolios submediterráneos hasta los 800 o 900 m de altitud, caracterizados principalmente por el fresno de maná, el carpe de lúpulo, el almez, el castaño dulce y el roble velloso. A partir de unos 600 m de altitud, pueden aparecer en cambio bosques de hayas rojas o de pinos que colonizan lugares difíciles y áridos (más raramente). En altitudes entre 800 y 1500 m se encuentran bosques de abetos, entre 900 y 2000 m predominan los bosques de abetos montanos y subalpinos. Estos últimos se mezclan a menudo con especies arbóreas como el alerce, el serbal, el pino blanco y el pino piñonero. Los bosques de alerce y pino piñonero del borde superior del cinturón forestal ocupan zonas relativamente pequeñas. Más allá del límite forestal, las comunidades de arbustos enanos subalpinos, los pastizales alpinos y, últimamente, la tundra alpina dominan el paisaje como tipos de vegetación.

## Organización territorial
La provincia autónoma de Bolzano tiene 116 municipios, que se agrupan en ocho distritos.

### Distritos
Los distritos (comunità comprensoriali en italiano o bien Bezirksgemeinschaften en alemán) son:
- Val Venosta/Vinschgau
- Burgraviato/Burggrafenamt
- Oltradige-Bassa Atesina/Überetsch-Unterland
- Bolzano
- Salto-Sciliar/Salten-Schlern
- Valle Isarco/Eisacktal
- Alta Valle Isarco/Wipptal
- Val Pusteria/Pustertal.

### Municipios mayores
| Municipio (italiano)          | Municipio (alemán)        | Habitantes |
| ----------------------------- | ------------------------- | ---------- |
| Bolzano                       | Bozen                     | 105.757    |
| Merano                        | Meran                     | 35.602     |
| Bressanone                    | Brixen                    | 19.504     |
| Laives                        | Leifers                   | 15.962     |
| Brunico                       | Bruneck                   | 14.148     |
| Appiano sulla Strada del Vino | Eppan an der Weinstraße   | 13.325     |
| Lana                          | Lana                      | 10.458     |
| Caldaro sulla Strada del Vino | Kaltern an der Weinstraße | 7.307      |
| Renon                         | Ritten                    | 7.147      |
| Sarentino                     | Sarntal                   | 6.669      |
| Castelrotto                   | Kastelruth                | 6.247      |
| Vipiteno                      | Sterzing                  | 5.947      |
| Silandro                      | Schlanders                | 5.908      |
| Valle Aurina                  | Ahrntal                   | 5.641      |
| Naturno                       | Naturns                   | 5.201      |
| Laces                         | Latsch                    | 5.050      |
| Chiusa                        | Klausen                   | 4.622      |
| Ortisei                       | St. Ulrich in Gröden      | 4.499      |

### Lista de Municipios por población
| Distritos                 | Municipios                      | Superficie (km²) | Población (2017) | Densidad (hab/km²) |
| ------------------------- | ------------------------------- | ---------------- | ---------------- | ------------------ |
| Alta Valle Isarco/Wipptal | Brennero                        | 114,29           | 2170             | 18,99              |
| Alta Valle Isarco/Wipptal | Campo di Trens                  | 95,93            | 2661             | 27,4               |
| Alta Valle Isarco/Wipptal | Fortezza                        | 61,77            | 991              | 16,04              |
| Alta Valle Isarco/Wipptal | Racines                         | 203,29           | 4442             | 21,85              |
| Alta Valle Isarco/Wipptal | Val di Vizze                    | 142,12           | 3016             | 21,22              |
| Alta Valle Isarco/Wipptal | Vipiteno                        | 32,97            | 6967             | 211,31             |
| Bolzano                   | Bolzano                         | 52,29            | 107542           | 2056,65            |
| Burgraviato               | Avelengo                        | 27,4             | 763              | 27,84              |
| Burgraviato               | Caines                          | 1,63             | 400              | 245,4              |
| Burgraviato               | Cermes                          | 6,62             | 1560             | 235,65             |
| Burgraviato               | Gargazzone                      | 4,91             | 1692             | 344,6              |
| Burgraviato               | Lagundo                         | 23,68            | 5018             | 211,91             |
| Burgraviato               | Lana                            | 36,12            | 12076            | 334,33             |
| Burgraviato               | Lauregno                        | 13,89            | 340              | 24,48              |
| Burgraviato               | Marlengo                        | 12,86            | 2680             | 208,4              |
| Burgraviato               | Merano                          | 26,34            | 40523            | 1538,46            |
| Burgraviato               | Moso in Passiria                | 193,53           | 2088             | 10,79              |
| Burgraviato               | Nalles                          | 12,24            | 2002             | 163,56             |
| Burgraviato               | Naturno                         | 67,11            | 5807             | 86,53              |
| Burgraviato               | Parcines                        | 55,4             | 3725             | 67,24              |
| Burgraviato               | Plaus                           | 4,87             | 722              | 148,25             |
| Burgraviato               | Postal                          | 6,69             | 1866             | 278,92             |
| Burgraviato               | Proves                          | 18,37            | 267              | 14,53              |
| Burgraviato               | Rifiano                         | 35,94            | 1355             | 37,7               |
| Burgraviato               | San Leonardo in Passiria        | 89,03            | 3564             | 40,03              |
| Burgraviato               | San Martino in Passiria         | 29,99            | 3263             | 108,8              |
| Burgraviato               | San Pancrazio                   | 63,17            | 1559             | 24,68              |
| Burgraviato               | Scena                           | 48,13            | 2911             | 60,48              |
| Burgraviato               | Tirolo                          | 25,62            | 2455             | 95,82              |
| Burgraviato               | Tesimo                          | 38,13            | 1902             | 49,88              |
| Burgraviato               | Ultimo                          | 208,12           | 2861             | 13,75              |
| Burgraviato               | Senale-San Felice               | 27,63            | 786              | 28,45              |
| Burgraviato               | Verano                          | 22,01            | 936              | 42,53              |
| Oltradige-Bassa Atesina   | Aldino                          | 62,69            | 1654             | 26,38              |
| Oltradige-Bassa Atesina   | Andriano                        | 4,89             | 1021             | 208,79             |
| Oltradige-Bassa Atesina   | Anterivo                        | 11,06            | 395              | 35,71              |
| Oltradige-Bassa Atesina   | Appiano sulla Strada del Vino   | 59,45            | 14921            | 250.98             |
| Oltradige-Bassa Atesina   | Bronzolo                        | 7,54             | 2797             | 370,95             |
| Oltradige-Bassa Atesina   | Caldaro sulla Strada del Vino   | 48,04            | 7993             | 166,38             |
| Oltradige-Bassa Atesina   | Cortaccia sulla Strada del Vino | 29,27            | 2230             | 76,19              |
| Oltradige-Bassa Atesina   | Cortina sulla Strada del Vino   | 2                | 659              | 329,5              |
| Oltradige-Bassa Atesina   | Egna                            | 23,57            | 5252             | 222,83             |
| Oltradige-Bassa Atesina   | Laives                          | 24,11            | 17842            | 740,02             |
| Oltradige-Bassa Atesina   | Magrè sulla Strada del Vino     | 13,86            | 1289             | 93                 |
| Oltradige-Bassa Atesina   | Montagna                        | 19,51            | 1669             | 85,55              |
| Oltradige-Bassa Atesina   | Ora                             | 11,79            | 3795             | 321,88             |
| Oltradige-Bassa Atesina   | Salorno                         | 33,13            | 3829             | 115,58             |
| Oltradige-Bassa Atesina   | Terlano                         | 18,57            | 4365             | 235,06             |
| Oltradige-Bassa Atesina   | Termeno sulla Strada del Vino   | 19,44            | 3377             | 173,71             |
| Oltradige-Bassa Atesina   | Trodena nel parco naturale      | 20,56            | 1026             | 49,9               |
| Oltradige-Bassa Atesina   | Vadena                          | 15,22            | 1038             | 68,2               |
| Salto-Sciliar             | Castelrotto                     | 117,9            | 6899             | 58,52              |
| Salto-Sciliar             | Cornedo all'Isarco              | 40,61            | 3354             | 82,59              |
| Salto-Sciliar             | Fiè allo Sciliar                | 43,96            | 3579             | 81,41              |
| Salto-Sciliar             | Meltina                         | 36,95            | 1679             | 45,44              |
| Salto-Sciliar             | Nova Levante                    | 51,1             | 1945             | 38,06              |
| Salto-Sciliar             | Nova Ponente                    | 112,49           | 3925             | 34,89              |
| Salto-Sciliar             | Ortisei                         | 24,16            | 4883             | 202,11             |
| Salto-Sciliar             | Renon                           | 111,36           | 7904             | 70,98              |
| Salto-Sciliar             | Sarentino                       | 302,27           | 7098             | 23,48              |
| Salto-Sciliar             | Santa Cristina Valgardena       | 31,92            | 1956             | 61,28              |
| Salto-Sciliar             | Selva di Val Gardena            | 56,24            | 2621             | 46,6               |
| Salto-Sciliar             | San Genesio Atesino             | 68,84            | 3054             | 44,36              |
| Salto-Sciliar             | Tires                           | 42,18            | 982              | 23,28              |
| Val Pusteria              | Badia                           | 83,18            | 3481             | 41,84              |
| Val Pusteria              | Braies                          | 90,25            | 652              | 7,22               |
| Val Pusteria              | Brunico                         | 45,27            | 16407            | 362,43             |
| Val Pusteria              | Campo Tures                     | 163,98           | 5371             | 32,75              |
| Val Pusteria              | Chienes                         | 33,68            | 2860             | 84,92              |
| Val Pusteria              | Corvara in Badia                | 38,92            | 1370             | 35,2               |
| Val Pusteria              | Dobbiaco                        | 125,42           | 3356             | 26,76              |
| Val Pusteria              | Falzes                          | 33,13            | 2795             | 84,36              |
| Val Pusteria              | Gais                            | 60,62            | 3235             | 53,37              |
| Val Pusteria              | La Valle                        | 38,92            | 1376             | 35,35              |
| Val Pusteria              | Marebbe                         | 160,32           | 3059             | 19,08              |
| Val Pusteria              | Monguelfo-Tesido                | 46,44            | 2876             | 61,93              |
| Val Pusteria              | Perca                           | 30,36            | 1558             | 51,32              |
| Val Pusteria              | Predoi                          | 86,36            | 544              | 6,3                |
| Val Pusteria              | Rasun-Anterselva                | 121,57           | 2903             | 23,88              |
| Val Pusteria              | San Cándido                     | 79,85            | 3352             | 41,98              |
| Val Pusteria              | Selva dei Molini                | 104,79           | 1434             | 13,68              |
| Val Pusteria              | Sesto                           | 80,42            | 1910             | 23,75              |
| Val Pusteria              | San Lorenzo di Sebato           | 51,46            | 3889             | 75,57              |
| Val Pusteria              | San Martino in Badia            | 75,94            | 1753             | 23,08              |
| Val Pusteria              | Terento                         | 42,16            | 1762             | 41,79              |
| Val Pusteria              | Valdaora                        | 49,08            | 3159             | 64,36              |
| Val Pusteria              | Valle Aurina                    | 187,89           | 5995             | 31,91              |
| Val Pusteria              | Valle di Casies                 | 110,14           | 2326             | 21,12              |
| Val Pusteria              | Vandoies                        | 110,82           | 3343             | 30,17              |
| Val Pusteria              | Villabassa                      | 18,03            | 1599             | 88,69              |
| Val Venosta               | Castelbello-Ciardes             | 53,79            | 2284             | 42,46              |
| Val Venosta               | Curon Venosta                   | 209,65           | 2378             | 11,34              |
| Val Venosta               | Glorenza                        | 13,22            | 889              | 67,25              |
| Val Venosta               | Laces                           | 78,71            | 5234             | 66,5               |
| Val Venosta               | Lasa                            | 110,23           | 4001             | 36,3               |
| Val Venosta               | Malles Venosta                  | 247,43           | 5233             | 21,15              |
| Val Venosta               | Martello                        | 142,8            | 861              | 6,03               |
| Val Venosta               | Prato allo Stelvio              | 51,49            | 3603             | 69,97              |
| Val Venosta               | Silandro                        | 115,17           | 6061             | 52,63              |
| Val Venosta               | Sluderno                        | 20,72            | 1820             | 87,84              |
| Val Venosta               | Senales                         | 209,84           | 1236             | 5,89               |
| Val Venosta               | Stelvio                         | 141,63           | 1146             | 8,09               |
| Val Venosta               | Tubre                           | 46,27            | 971              | 20,99              |
| Valle Isarco              | Barbiano                        | 24,51            | 1704             | 69,52              |
| Valle Isarco              | Bressanone                      | 84,7             | 22125            | 261,22             |
| Valle Isarco              | Chiusa                          | 51,29            | 5198             | 101,35             |
| Valle Isarco              | Funes                           | 81,38            | 2590             | 31,83              |
| Valle Isarco              | Laion                           | 37,53            | 2649             | 70,58              |
| Valle Isarco              | Luson                           | 74,41            | 1537             | 20,66              |
| Valle Isarco              | Naz-Sciaves                     | 15,96            | 3206             | 200,88             |
| Valle Isarco              | Ponte Gardena                   | 2,33             | 192              | 82,4               |
| Valle Isarco              | Rio di Pusteria                 | 83,82            | 3099             | 36,97              |
| Valle Isarco              | Rodengo                         | 29,62            | 1225             | 41,36              |
| Valle Isarco              | Varna                           | 70,34            | 4533             | 64,44              |
| Valle Isarco              | Velturno                        | 24,58            | 2883             | 117,29             |
| Valle Isarco              | Villandro                       | 43,95            | 1854             | 42,18              |
| 8                         | 116                             | 7398,38          | 528919           | 71,49              |

## Gobierno y política

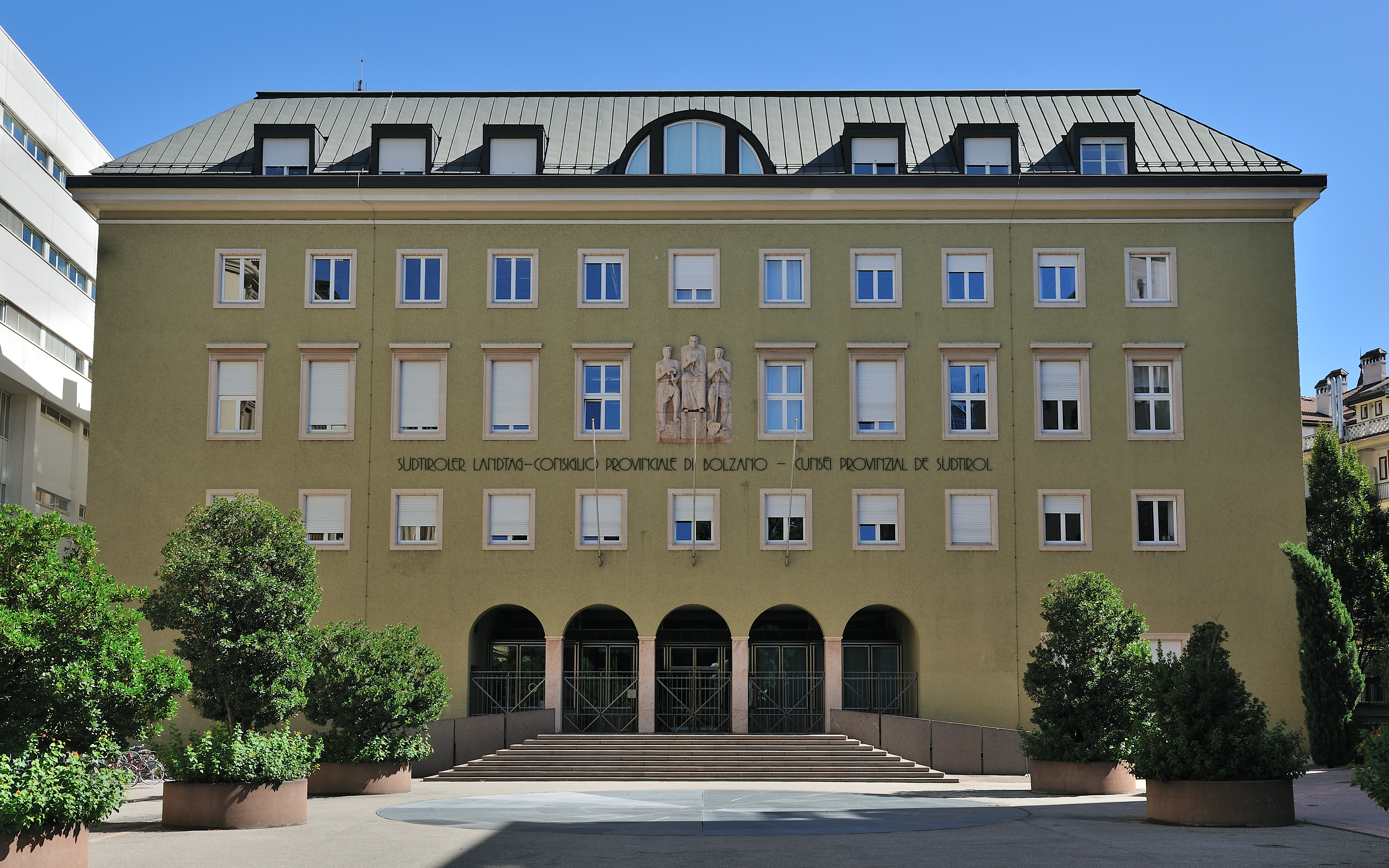
Edificio del Parlamento local, llamado Südtiroler Landtag o Consiglio provinciale

El sistema de gobierno local se basa en las disposiciones de la Constitución italiana y en el Estatuto de Autonomía de la Región Trentino-Alto Adigio/Südtirol, El segundo Estatuto de Autonomía de Trentino-Alto Adigio/Südtirol de 1972 devolvió la mayoría de las competencias legislativas y ejecutivas del nivel regional al nivel provincial, creando de facto dos regiones separadas.
El considerable poder legislativo de la provincia recae en una asamblea, el Landtag del Tirol del Sur (alemán: Südtiroler Landtag; italiano: Consiglio della Provincia Autonoma di Bolzano; ladino: Cunsëi dla Provinzia Autonoma de Bulsan). Los poderes legislativos de la asamblea se definen en el segundo Estatuto de Autonomía.
Los poderes ejecutivos se atribuyen al gobierno (en alemán: Landesregierung; en italiano: Giunta Provinciale) dirigido por el Landeshauptmann Arno Kompatscher, perteneciente al Partido Popular Sudtirolés, que gobierna con mayoría parlamentaria desde 1948. Tirol del Sur se caracteriza por tener presidentes de larga duración, habiendo tenido solo dos presidentes entre 1960 y 2014 (Silvius Magnago 1960-1989, Luis Durnwalder 1989-2014).
Un régimen fiscal permite a la provincia retener una gran parte de la mayoría de los impuestos recaudados, con el fin de ejecutar y administrar sus competencias. No obstante, Tirol del Sur sigue siendo un contribuyente neto al presupuesto nacional italiano.

### Gobierno provincial

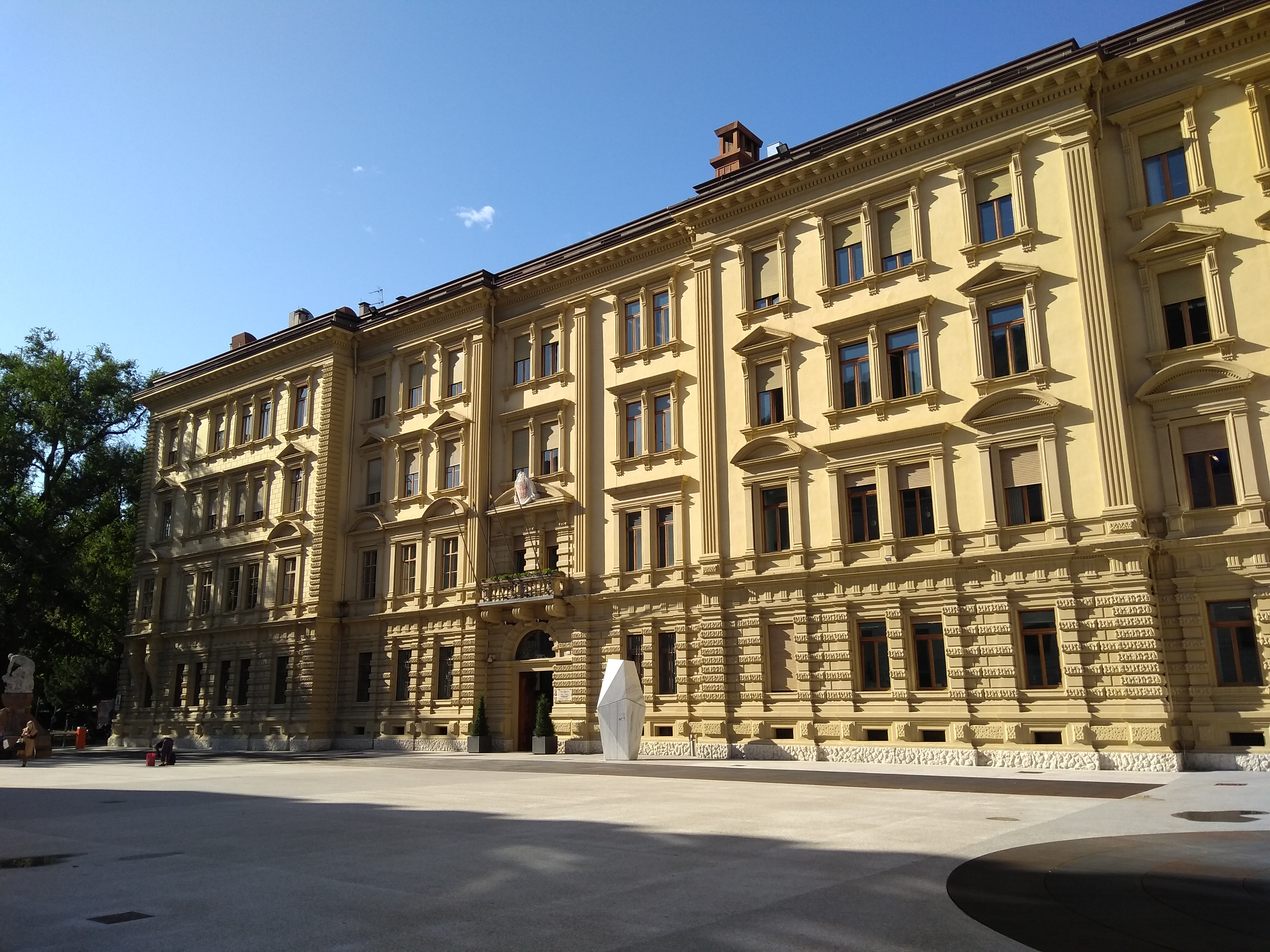
Palacio Widmann en Bolzano, sede del gobierno provincial

El gobierno provincial (Landesregierung) del Tirol del Sur (antes llamado también comité provincial, Giunta provinciale en italiano, Junta provinziala en ladino) está formado por un gobernador provincial y un número variable de consejeros provinciales. Actualmente (2021), el gobierno provincial está formado por ocho consejeros provinciales y el gobernador provincial. Los suplentes del gobernador provincial son nombrados entre los consejeros provinciales. El actual gobernador es Arno Kompatscher (UDC), sus suplentes son los consejeros provinciales Arnold Schuler (UDC), Giuliano Vettorato (LN) y Daniel Alfreider (UDC).
El Gobernador y los Consejeros Provinciales son elegidos por el Parlamento en votación secreta con mayoría absoluta de votos. La composición del gobierno provincial debe reflejar en todo caso la distribución proporcional de los grupos lingüísticos alemán e italiano en el parlamento provincial. En el pasado, esta disposición impedía que el Partido Popular Sudtirolés (SVP), dominado por los alemanes, gobernara en solitario y permitía a los partidos italianos participar en el gobierno provincial. Dado que el grupo lingüístico ladino, con algo menos del 4 % de la población residente en Tirol del Sur, tiene un escaso potencial electoral, una disposición separada en el estatuto de autonomía permite la representación ladina en el gobierno provincial independientemente de su representación proporcional en el parlamento provincial.

## Demografía

### Idiomas

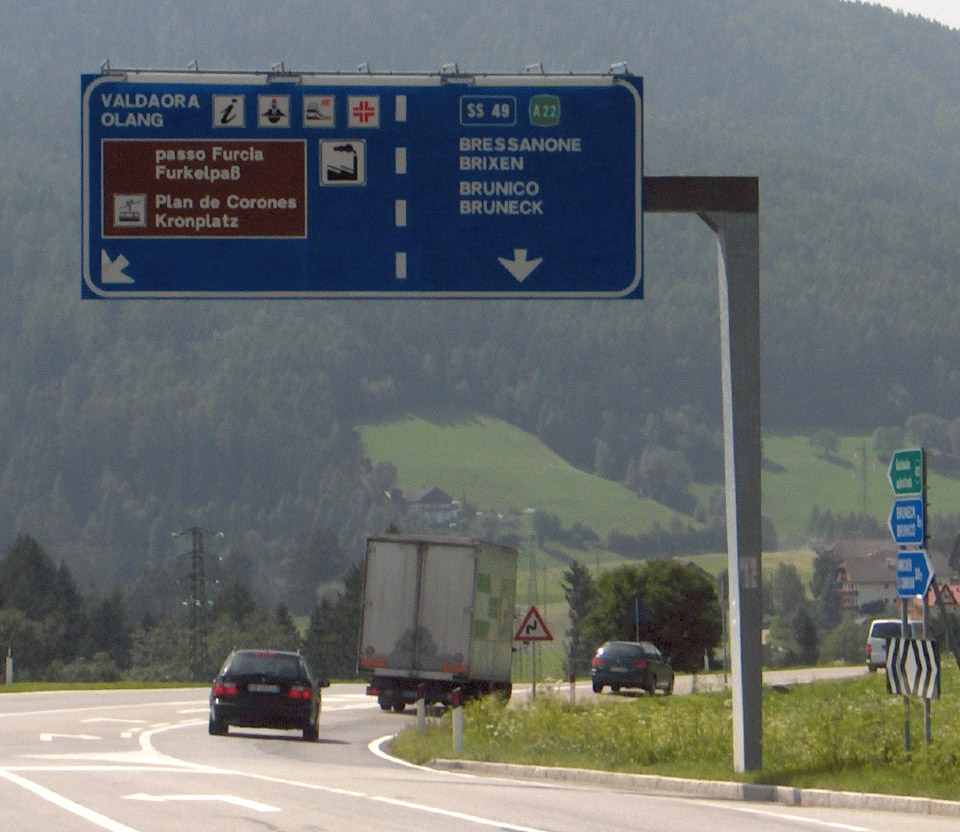
Aviso bilingüe en alemán e italiano

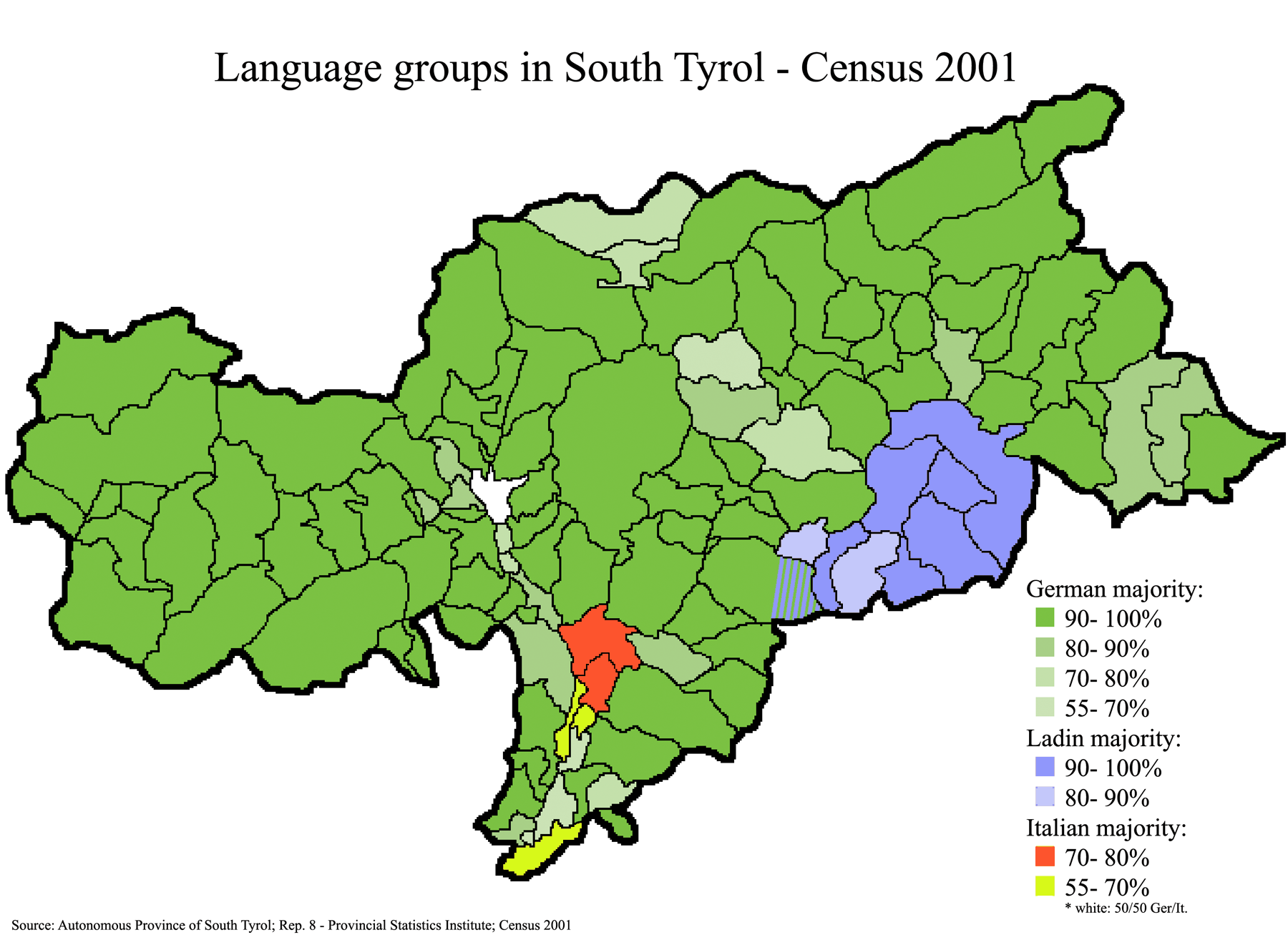
Mapa lingüístico de la provincia:
alemán
italiano
ladino

El italiano y el alemán son oficiales en la provincia de Bolzano.
En Val Gardena y Val Badia el idioma ladino es la tercera lengua oficial. Los ladinos son la población más antigua de la región, pero la germanización durante muchos siglos antes de la Primera Guerra Mundial (y en pequeña parte la italianización después (para los italianos el ladino era un simple dialecto) redujo significativamente el número de sus hablantes.
La administración pública es bilingüe y todos los ciudadanos tienen el derecho de utilizar su propia lengua materna, también en los tribunales. Las escuelas son separadas para cada grupo lingüístico.
Para garantizar una justa distribución de cargos públicos entre los grupos lingüísticos se aplica el sistema llamado proporcional étnica (it. proporzionale etnica, al. ethnischer Proporz). En ocasión del censo demográfico que se realiza cada diez años, todos los habitantes tienen que declarar su pertenencia a unos de los grupos lingüísticos. Según los resultados se procede a la distribución de los oficios.
Los italianos, que se establecieron en la provincia sobre todo durante el período de la italianización fascista, viven sobre todo en los centros más grandes. La capital Bolzano y otros cuatro municipios son mayoritariamente italianos. En 103 de 116 municipios la etnia dominante es la alemana (hasta 100% en Martello).
| idioma   | 1991    | 2001    |
| -------- | ------- | ------- |
| alemán   | 67,99 % | 69,15 % |
| italiano | 27,65 % | 26,47 % |
| ladino   | 4,36 %  | 4,37 %  |

### Religión
La mayoría de la población, tanto de habla italiana como alemana, es cristiana, en su mayoría de tradición católica. La misa suele celebrarse en italiano o alemán, pero a veces se tiende a alternar las dos lenguas durante el oficio (la llamada «misa bilingüe»). Las parroquias también se dividen en italiano y alemán, pero también hay parroquias bilingües (en Bolzano hay 10 de 18). Desde 1964, Bolzano es el obispado de la diócesis de Bolzano-Bressanone. Desde el 27 de julio de 2011 el obispo de Bolzano-Bressanone es Ivo Muser.

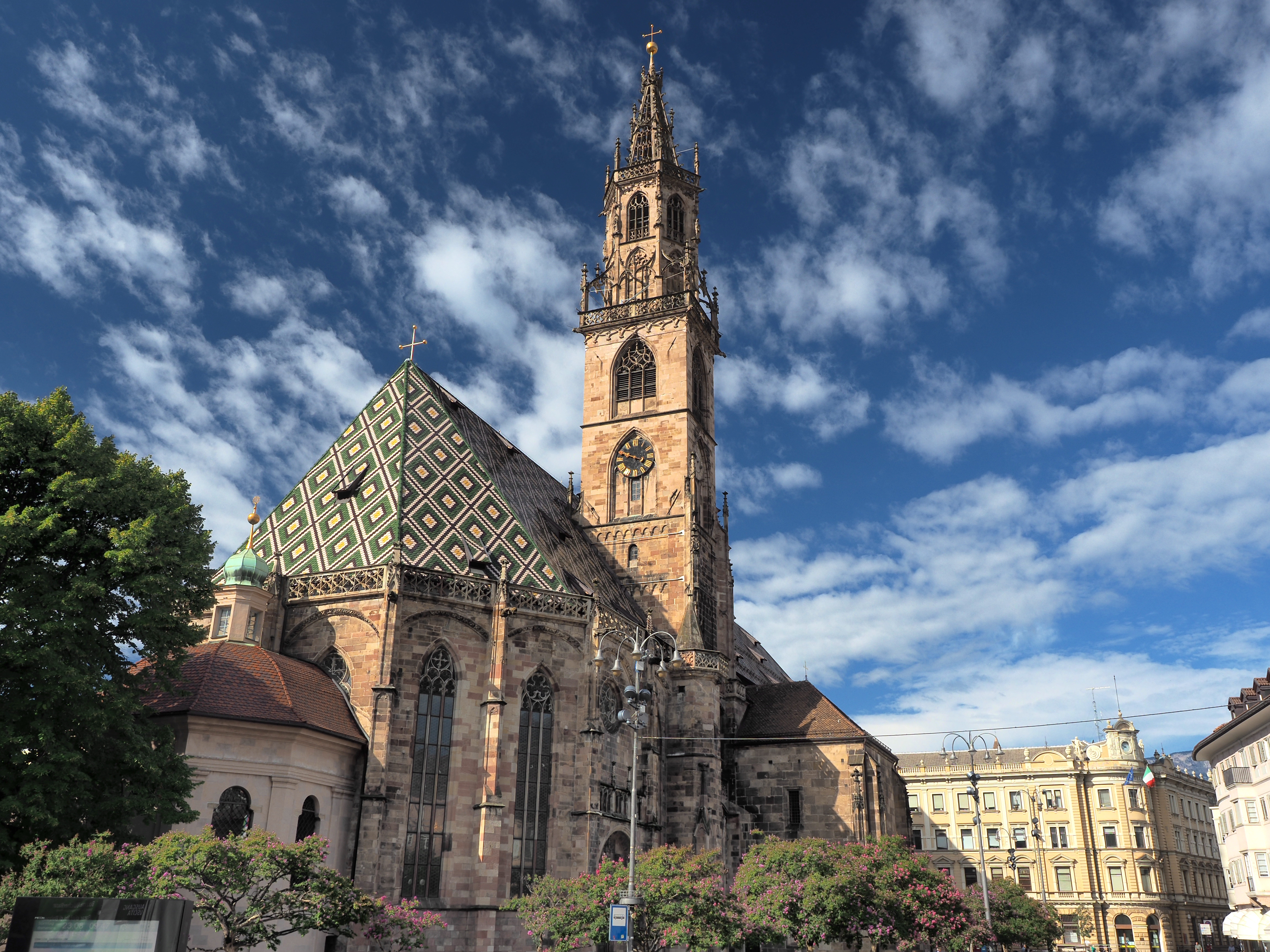
Catedral de la Asunción de María en Bolzano

En Bolzano, la mayor comunidad evangélica-luterana de la provincia, formada por unos 600 creyentes con su propia iglesia y pastor, está presente desde hace más de un siglo. En Merano, la comunidad evangélica-luterana tiene unos 320 miembros con su propia iglesia y pastor. Las comunidades luteranas forman parte de la Iglesia evangélica Luterana en Italia y tienen un espacio en la radio del Sender Bozen de la RAI. 
La Iglesia evangélica luterana de Bolzano es también el lugar de culto de la comunidad vetero-católica, que forma parte de la Iglesia vetero-católica de Austria. También hay Testigos de Jehová, con 12 congregaciones de habla italiana y 9 de habla alemana, y seguidores de otras confesiones libres como las de la Iglesia Cristiana Adventista del Séptimo Día, la Iglesia Nueva Apostólica y la Iglesia de Jesucristo de los Santos de los Últimos Días (mormones), todas con sede en Bolzano. El budismo también está presente en la provincia con unos 150 miembros de la Soka Gakkai; en Merano también hay un pequeño templo tibetano.
La comunidad judía más importante es la de Merano (diezmada en los últimos años de la Segunda Guerra Mundial por los nazis, con grave complicidad local) donde hay una sinagoga y a la que pertenecen todas las familias judías del Alto Adigio (unos 60 miembros). En Bolzano, en cambio, se encuentra el mayor cementerio judío de la provincia.
La inmigración también ha traído a personas de credos orientales y cristianos ortodoxos (en Merano hay una comunidad histórica de ortodoxos rusos), pero el grupo más significativo es el de los musulmanes, que probablemente superan los 10.000 (alrededor del 2% de la población), lo que convierte a la comunidad islámica en la mayor de las confesiones minoritarias. Todavía no hay lugares de culto oficialmente establecidos para los musulmanes.

### Iglesia Católica
La gran mayoría de la población del Tirol del Sur está bautizada como católica. Existen pruebas arqueológicas de la existencia de yacimientos cristianos tempranos en la zona ya en la Antigüedad tardía; Säben, en el valle de Eisack, se convirtió en un importante centro eclesiástico durante este periodo, que solo fue sustituido por Brixen como sede episcopal a finales de la Alta Edad Media. El territorio del actual Tirol del Sur estuvo dividido durante siglos entre las diócesis de Bressanone, Chur (hasta 1808/1816) y Trento (hasta 1964). El obispo más famoso de Bressanone fue el polímata Nicolás de Cusa. Figuras importantes de la vida eclesiástica regional en el siglo XIX fueron el obispo beatificado de Trento Johann Nepomuk von Tschiderer y la mística Maria von Mörl. En 1964, con referencia a las fronteras políticas modernas, el Obispado de Bressanone, que había perdido sus extensos territorios del Tirol del Norte y del Este tras la Primera Guerra Mundial, fue ampliado para formar la diócesis de Bolzano-Bressanone, cuya extensión es ahora idéntica a la de la Provincia de Bolzano. Desde entonces, los fieles han sido dirigidos por los obispos Joseph Gargitter (1964-1986), Wilhelm Egger (1986-2008), Karl Golser (2008-2011) e Ivo Muser (desde 2011). La diócesis comprende 28 decanatos y 281 parroquias (en 2014), sus iglesias episcopales son la Catedral de Bressanone y la Catedral de Bolzano. Casiano y Vigilio son venerados como patrones diocesanos. Referentes importantes en los discursos actuales de la Iglesia católica local son San José Freinademetz y el beato José Mayr-Nusser.

## Economía
El producto interior bruto per cápita en Tirol del Sur en 2013 fue de unos 40.000 euros (Italia: 26.500 euros; Austria: 38.100 euros; UE: 26.600 euros); esto situó a Tirol del Sur en el puesto 21 de las 273 regiones NUTS 2 de la UE en una clasificación ajustada al poder adquisitivo, y en el primero de Italia, por delante de Lombardía. Los precios de consumo locales también superaron la media estatal y de la UE en este sentido: el Índice de Precios de Consumo Armonizado fue de 3,7 en 2012 (Italia: 3,3; Austria: 2,6; UE: 2,6). La tasa de desempleo en 2013 fue del 4,4 % (3,9 % en el caso de los hombres y 5,0 % en el de las mujeres), lo que correspondía a 11.400 demandantes de empleo. Este dato estaba muy por debajo de la cifra comparativa nacional del 12,2 %. En 2017, la tasa de desempleo fue del 3,1 %.

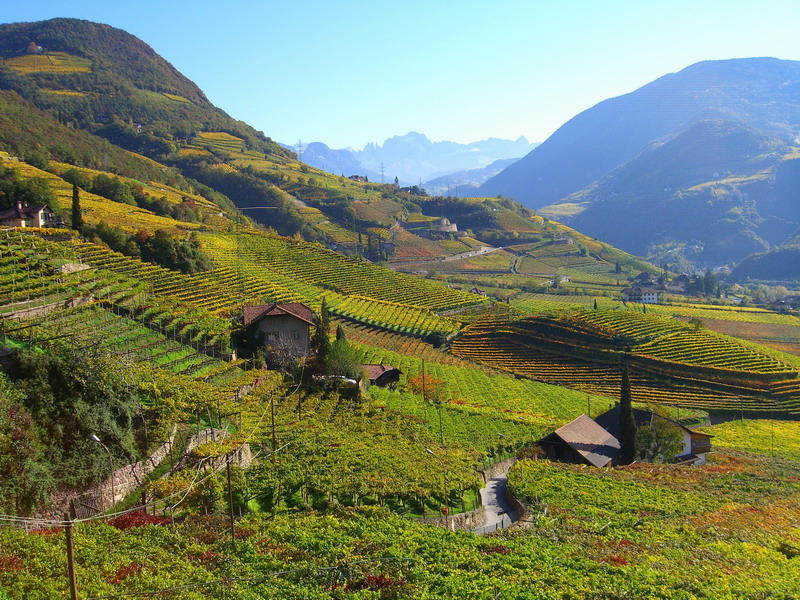
Viñedos de Santa Magdalena en Bozen con Santa Justina y el grupo Rosengarten al fondo

La economía de Tirol del Sur se caracteriza principalmente por el sector de los servicios, que representó cerca de tres cuartas partes del valor añadido local en 2012. Los sectores más importantes son el turismo, el comercio y el transporte. Alrededor de una quinta parte del valor añadido local procedía del sector manufacturero, concretamente de las empresas de transformación (artesanía, pequeña y mediana industria), del suministro de energía y de las empresas de construcción, mientras que el 5% restante procedía de la agricultura y la silvicultura. Una característica llamativa es la fuerza desproporcionada del sector cooperativo para Italia (a 31 de diciembre de 2012, había 955 cooperativas con unos 160.000 socios), que opera no solo en los ámbitos tradicionales de la agricultura y la banca, sino también en áreas como el turismo, el comercio y la energía.
A 31 de diciembre de 2011, había 43.059 empresas operando en Tirol del Sur - de un total de 46.396 lugares de trabajo con 188.292 empleados. El tamaño medio de las empresas era de 4,1 empleados por centro de trabajo. El 58,7% de los empleados son obreros, el 33,6% son obreros y el 2,8% son directivos o ejecutivos. De las empresas con más de tres empleados, el 32,2% operaba a nivel internacional, el 14,4% en el mercado de las administraciones públicas y, por tanto, el 53,4% era exclusivamente local. El mayor empleador era el sector público, con 43.827 empleados en 189 empresas.
En 2012, se gastó un total de unos 113,5 millones de euros en investigación y desarrollo en el Tirol del Sur, lo que corresponde al 0,59% del producto interior bruto del Tirol del Sur. Esto sitúa a la provincia muy por detrás de la media nacional y de la UE, pero también por debajo del objetivo del 3% exigido por el programa Europa 2020. Desde los años 90, la política local ha intentado compensar este déficit, por ejemplo, mediante la fundación del centro de investigación Eurac, la Universidad Libre de Bolzano y el NOI Techpark. En 2015, por ejemplo, el gobierno provincial destinó 110 millones de euros de fondos públicos a la investigación y el desarrollo.

### Sector primario
La agricultura y la silvicultura siempre han dominado el paisaje del Tirol del Sur. En los años sesenta, la provincia de Bolzano seguía siendo la zona más netamente agrícola de los Alpes italianos y austriacos, antes de que la industria y el turismo se convirtieran en los sectores de empleo más importantes también en las zonas rurales. En 2010, había 20.247 empresas agrícolas y forestales activas en el Tirol del Sur, que cultivaban unas 484.000 hectáreas y generaban alrededor del 5 % del valor añadido local. Con una superficie agrícola total de 240. 535 ha, la explotación media tenía unas 11,9 ha de terreno y el 88,3 % de las jornadas de trabajo eran realizadas por la propia mano de obra familiar. Un fuerte sistema cooperativo en combinación con una cadena de valor regional permite a estas pequeñas explotaciones ser competitivas. Con "Qualität Südtirol" (Calidad de Tirol del Sur), existe un sello de calidad regional propio para los productos agrícolas. El grupo de interés más importante del sector primario es la Asociación de Agricultores del Tirol del Sur.

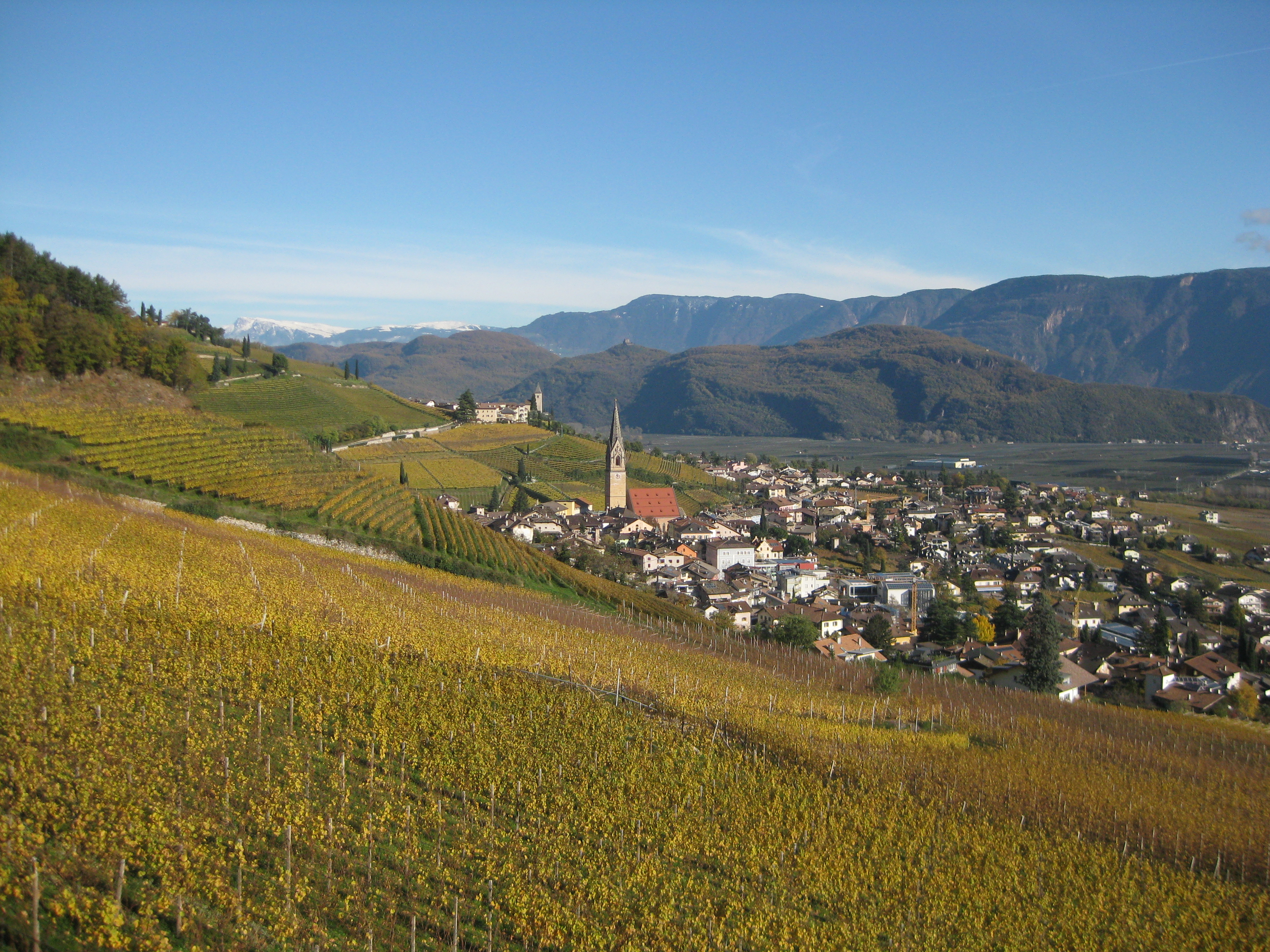
Campo Agrícola en Tramin, Tirol del Sur

Los agricultores del valle de Etsch hasta el alto Vinschgau y del valle de Eisack hasta la zona de Brixen se dedican principalmente al cultivo de manzanas. Once variedades pueden comercializarse bajo la protección de la marca "Südtiroler Apfel". En 2010, la superficie total cultivada fue de 18.540 ha, y la cantidad cosechada fue de 1.064.639 t. En 2011, más de la mitad de la producción de manzanas de Italia y más del 10% de la de la UE procedieron del Tirol del Sur, donde la producción de manzanas fue responsable del 53% del valor añadido agrícola.
Los orígenes de la viticultura en el actual Tirol del Sur se remontan probablemente a la época prerromana, La zona vitivinícola del Tirol del Sur, protegida por la DOC, se extiende a lo largo de las laderas del Valle del Adigio -principalmente al sur de Bolzano, a lo largo de la Ruta del Vino- y del Valle Isarco, en altitudes comprendidas entre unos 220 y 1000 m.s.n.m. En 2012, la superficie vitícola total era de 5.360 ha, lo que la convertía en una de las regiones vitícolas italianas más pequeñas (alrededor del 0,7% de la superficie total). Los vinos blancos de alta calidad del Alto Adigio están considerados entre los mejores de Italia, y desde principios de los años noventa los vinos tintos también han adquirido gran renombre; entre las variedades más importantes se encuentran la Gewürztraminer, la Ruländer y la Pinot Blanc para los blancos, y la Pinot Noir, la Lagrein y la Vernatsch para los tintos, Los viñedos del Alto Adigio están dominados por los tintos.
En las zonas más altas predominan los pastos y la silvicultura. Los pastos, practicados en su mayoría junto con la ganadería, ocupaban en 2010 cerca del 61% de las tierras agrícolas. En 2013, Tirol del Sur tenía unos 130.000 bovinos, 47.000 ovejas, 23.000 cabras, 10.000 cerdos (principalmente para la producción de "Südtiroler Speck") y 7.000 caballos. La producción de leche de vaca en 2012 fue de unos 410 millones de litros. La superficie total de los bosques del Tirol del Sur en 2008 era de unas 337.000 ha, de las cuales unas 200.000 ha se gestionaban como bosque comercial. En 2012 se talaron 481.763 metros cúbicos sólidos de madera (principalmente abeto y picea) y 287.403 metros cúbicos sólidos de leña.

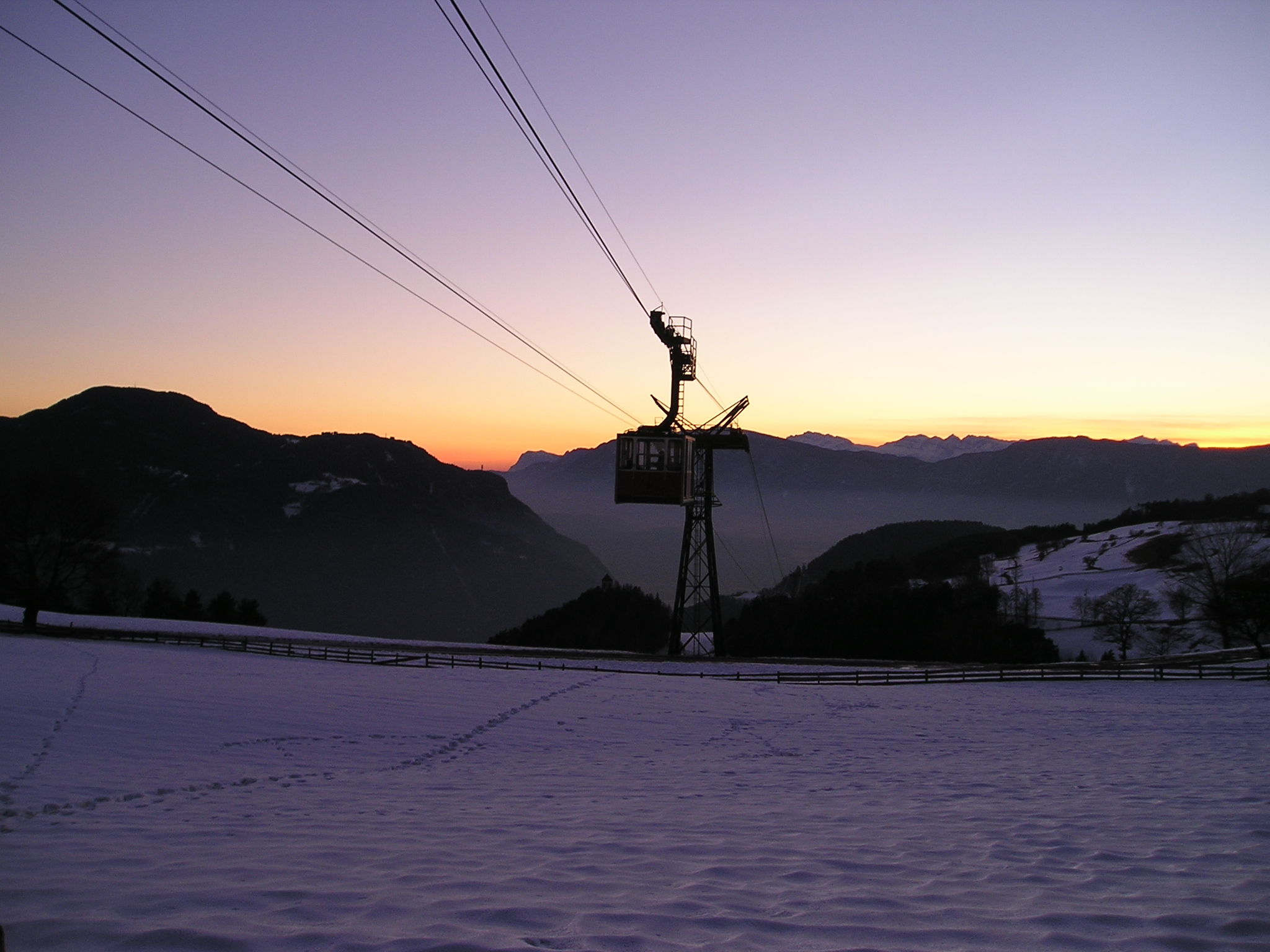
Teleférico en Tirol del Sur

### Sector secundario
En el Tirol del Sur se produjo un primer y todavía tímido impulso de industrialización a finales del siglo XIX y del XX en los grandes centros urbanos. Estos inicios se intensificaron con las políticas fascistas de los años 30, pero también se limitaron en gran medida a la zona urbana, como la extensa zona industrial de Bolzano. Después de que las empresas existentes experimentaran un descenso en las cifras de producción, se inició un nuevo auge, esta vez descentralizado, en torno a 1965, que trajo consigo importantes tasas de crecimiento en la década de 1970. En 2012, el sector manufacturero, cuyos intereses están representados por la Asociación de Empresarios del Tirol del Sur, entre otros, era responsable de una cuota de alrededor del 20% del valor añadido local.
En 2011, 9.355 empresas operaban en el sector secundario en Tirol del Sur (muy predominantemente pequeñas y medianas empresas), dando trabajo a unos 40.000 empleados. Además de su estructura a pequeña escala, la fuerza del sector artesanal, que representaba alrededor del 81% de las empresas manufactureras en 2009, es también una característica de la economía de Tirol del Sur.
En Tirol del Sur tienen especial importancia la industria de la construcción y la industria energética, que opera principalmente con las fuentes de energía renovable hidroeléctrica y de biomasa. En 2012, la energía neta producida alcanzó casi 6,4 millones de kWh (consumo local: unos 2,9 millones de kWh), lo que supuso cerca del 2% de la cantidad total de electricidad producida en Italia. La mayor empresa del sector energético es, con diferencia, Alperia. Otras industrias importantes son la alimentaria (como Brauerei Forst, Dr. Schär, Loacker), el procesamiento de metales y madera (como Rubner), la industria eléctrica (como Durst Phototechnik), la ingeniería mecánica (como Leitner, Prinoth, TechnoAlpin) y la industria textil (como Oberrauch Group).

### Sector terciario

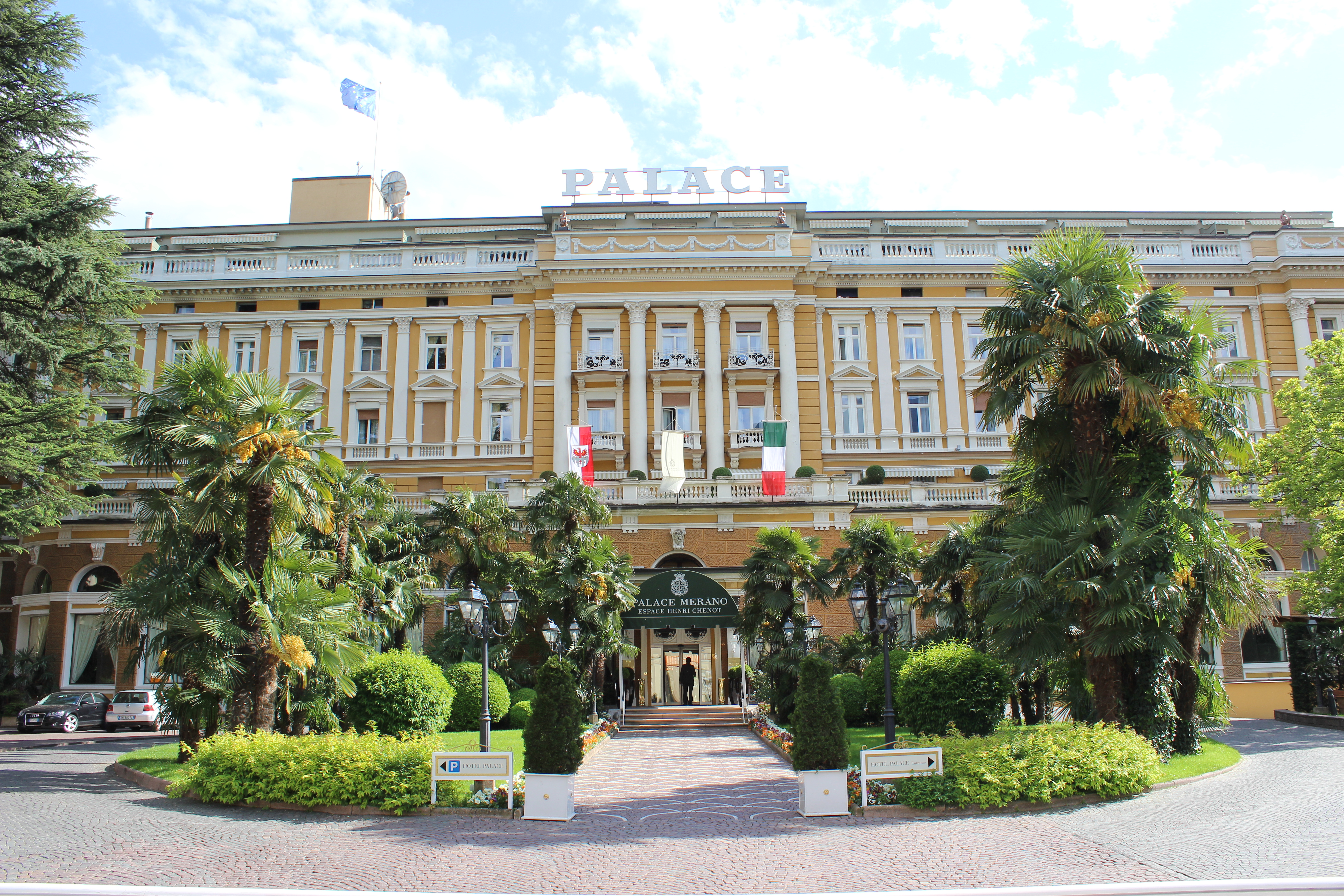
Hotel Palace en Merano

Alrededor de tres cuartas partes del valor añadido local en Tirol del Sur pueden atribuirse al sector de los servicios. Entre las industrias más importantes, que están representadas por la Asociación de Comercio y Servicios de Tirol del Sur, se encuentran, entre otras, el turismo, el comercio y el transporte. El turismo desempeña un papel central en la economía de Tirol del Sur.
El turismo desempeña un papel fundamental en la economía regional, que es pobre en materias primas. Sus inicios en el Tirol del Sur se remontan al siglo XIX, cuando, por ejemplo, la ciudad balneario de Merano era muy visitada por su clima suave. A partir de los años sesenta, las tasas de crecimiento fueron enormes: solo entre 1960 y 1980, el número de llegadas casi se cuadruplicó. La debilidad de la lira, que convenía a los visitantes alemanes, y el auge de las «vacaciones en granjas» y de los deportes de invierno, que hicieron que el Tirol del Sur tuviera una segunda temporada alta (véase también Lista de estaciones de esquí en el Tirol del Sur), fueron elementos importantes de este auge. Desde entonces, las ciudades de los valles se han convertido en centros turísticos, mientras que las zonas montañosas circundantes se utilizan para las vacaciones de aventura tanto en verano como en invierno.
En 2014/15, algo menos de dos tercios de todo el turismo se concentró en el semestre de verano, y aproximadamente más de un tercio en el semestre de invierno. Más de 10.000 establecimientos de alojamiento proporcionaron a los turistas unos 220. 000 camas; los visitantes gastaron una media de unos 120 euros per cápita al día en 2012/13. Con un total de 28,9 millones de pernoctaciones, Tirol del Sur ocupó el segundo lugar entre todas las provincias italianas en 2011, por detrás de Venecia (35 millones), pero por delante de Roma (25,8 millones) y Rímini (16,2 millones).

## Transporte
La posición de la provincia autónoma de Bolzano en el centro de los Alpes lo convierten en un importante nudo de transporte. 

### Tráfico

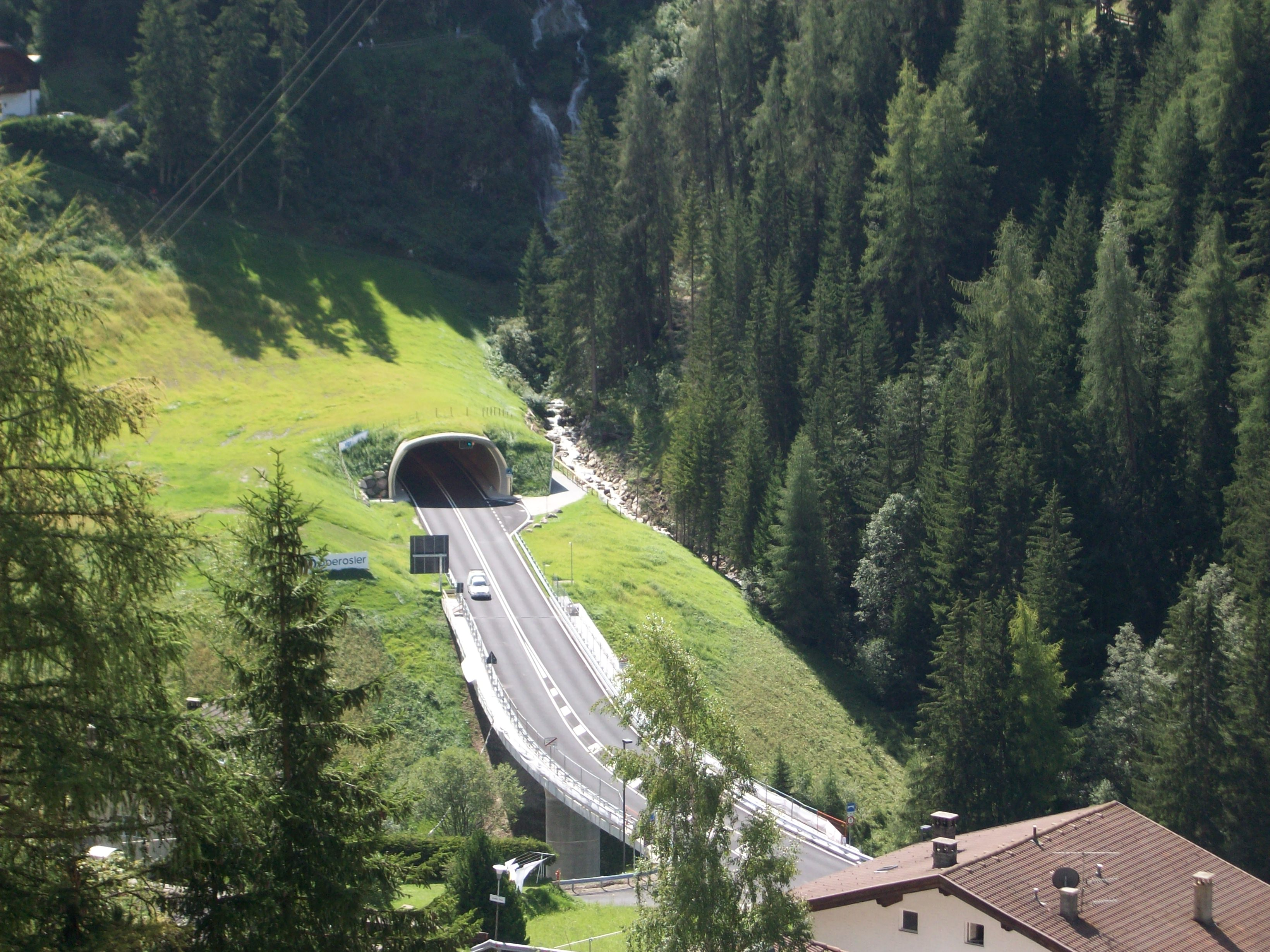
Entrada oeste al Túnel de Monte Pana

Tirol del Sur cuenta con una red de carreteras bien desarrollada de más de 5.000 km. La infraestructura de tráfico más importante es la autopista de peaje del Brennero A22, que forma parte de la carretera europea 45. Atraviesa el territorio en dirección norte-sur desde el paso del Brennero (1370 m), pasando por Brixen y Bozen, hasta el Salurner Klause (207 m). El Brenner es el paso alpino con mayor volumen de tráfico de mercancías por carretera. En el primer semestre de 2014, se registraron allí unos 936.000 tránsitos de vehículos pesados (frente a un total de unos 480.000 tránsitos en los cuatro principales pasos alpinos suizos); cerca del 90% de los camiones formaban parte del tráfico en tránsito. El tramo más transitado de la autopista es el comprendido entre Bolzano Sur y Neumarkt: en 2012, se registró aquí una media de algo menos de 38.000 tránsitos al día. El Brenner es el tramo más transitado de la autopista.
Las ciudades, los valles y los puertos importantes del Tirol del Sur están comunicados por carreteras estatales y provinciales, todas ellas mantenidas y financiadas por la administración provincial del Tirol del Sur desde 1998. Además, existen numerosas carreteras municipales. Las carreteras con mayor volumen de tráfico son las principales carreteras estatales, especialmente en las áreas metropolitanas. En la SS 38 que da servicio al oeste del país, que es un MeBo de cuatro carriles entre Merano y Bolzano, se registró una media de más de 35.000 pasajes diarios en la zona de Bolzano en 2012. La SS 42 que abre el Überetsch desde Bolzano superó los 20.000 pasos, la SS 12 ("carretera estatal del Brennero") que discurre paralela a la autopista en la entrada del Valle Isarco superó los 18.000 y la SS 49 en el Val Pusteria en tramos superó los 16.000.
El paisaje montañoso del Tirol del Sur hace que las rutas de tráfico requieran muchas estructuras de ingeniería elaboradas. Solo en las carreteras provinciales y estatales hay unos 1.700 puentes y más de 200 túneles. Las carreteras de alta montaña accesibles al tráfico motorizado general requieren un mantenimiento intensivo, y siete de ellas alcanzan cotas superiores a los 2000 m, a saber, las del paso del Stelvio (2757 m), el Timmelsjoch (2474 m), el paso del Sella (2218 m), el paso del Penser (2211 m), el paso del Gardena (2121 m), el paso del Jaufen (2094 m) y el collado del Staller (2052 m).

### Carreteras
- Autostrada A22. Forma parte de la ruta europea E45. Se trata de una de las principales autopistas italianas, al conectar la lanura padana con la frontera austriaca.
- Carretera del vino del Alto Adigio. Esta carretera parte de Nalles, pasa por la capital de la provincia y termina en Salorno.[39]
- SS12. Conecta Pisa con el paso del Brennero.
- SS38. Conecta Bolzano con Piantedo, en Lombardía.
- SS41. Conecta Sluderno con la frontera con Suiza.
- SS40. Conecta la aldea de Spondigna de Sluderno, donde se bifurca con la SS38 y termina en el Reschenpass, en la frontera austriaca.
- SS49. Forma parte de la ruta europea E66.

### Transporte ferroviario

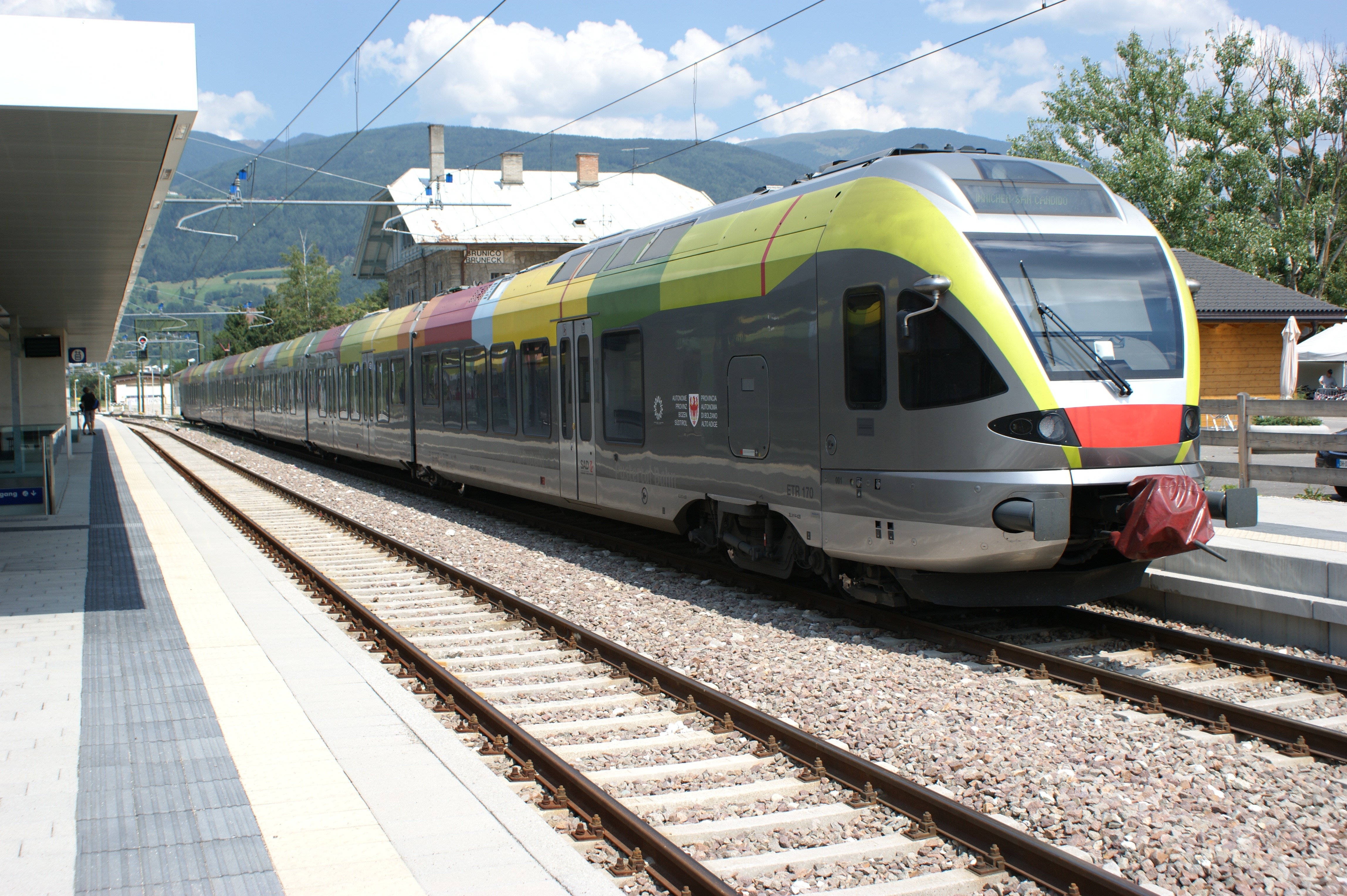
Tren en Bruneck (Brunico)

La red ferroviaria del Tirol del Sur incluye líneas de unos 300 km de longitud, gestionadas en parte por Red Ferroviaria Italiana y en parte por las Estructuras de Transporte del Tirol del Sur.
El ferrocarril del Brennero, como parte del eje ferroviario Berlín-Palermo, conecta Innsbruck con Verona a través de Bolzano y Trento, atravesando el territorio en dirección norte-sur. El túnel de base del Brennero (BBT), de 55 km de longitud, que se está construyendo y pasará por debajo del paso del Brennero, está previsto que entre en funcionamiento en 2028 y desplazará principalmente el tráfico de mercancías de la carretera al ferrocarril. La parte occidental del Tirol del Sur está servida por la línea ferroviaria Bolzano-Merano y la conexión ferroviaria de Vinschgau. El Pustertalbahn, que va de Franzensfeste a Innichen, conecta con el Drautalbahn y, por tanto, con el Tirol Oriental austriaco. Además, hay una serie de ferrocarriles más pequeños y de mayor importancia turística, como el Rittner Bahn y el Mendelbahn. Algunas líneas secundarias, como el Überetscher Bahn y el Tauferer Bahn, se cerraron entre 1950 y 1971 con la llegada del tráfico de automóviles.
El tráfico de pasajeros de larga distancia estatal e interestatal en el Tirol del Sur tiene lugar exclusivamente en el ferrocarril del Brennero. El tráfico transfronterizo de pasajeros locales tiene lugar en el Brenner y en el ferrocarril Pustertal. El tráfico de mercancías vuelve a realizarse íntegramente en el ferrocarril del Brennero; en 2013, la cantidad total transportada fue de unos 11,7 millones de toneladas de mercancías.

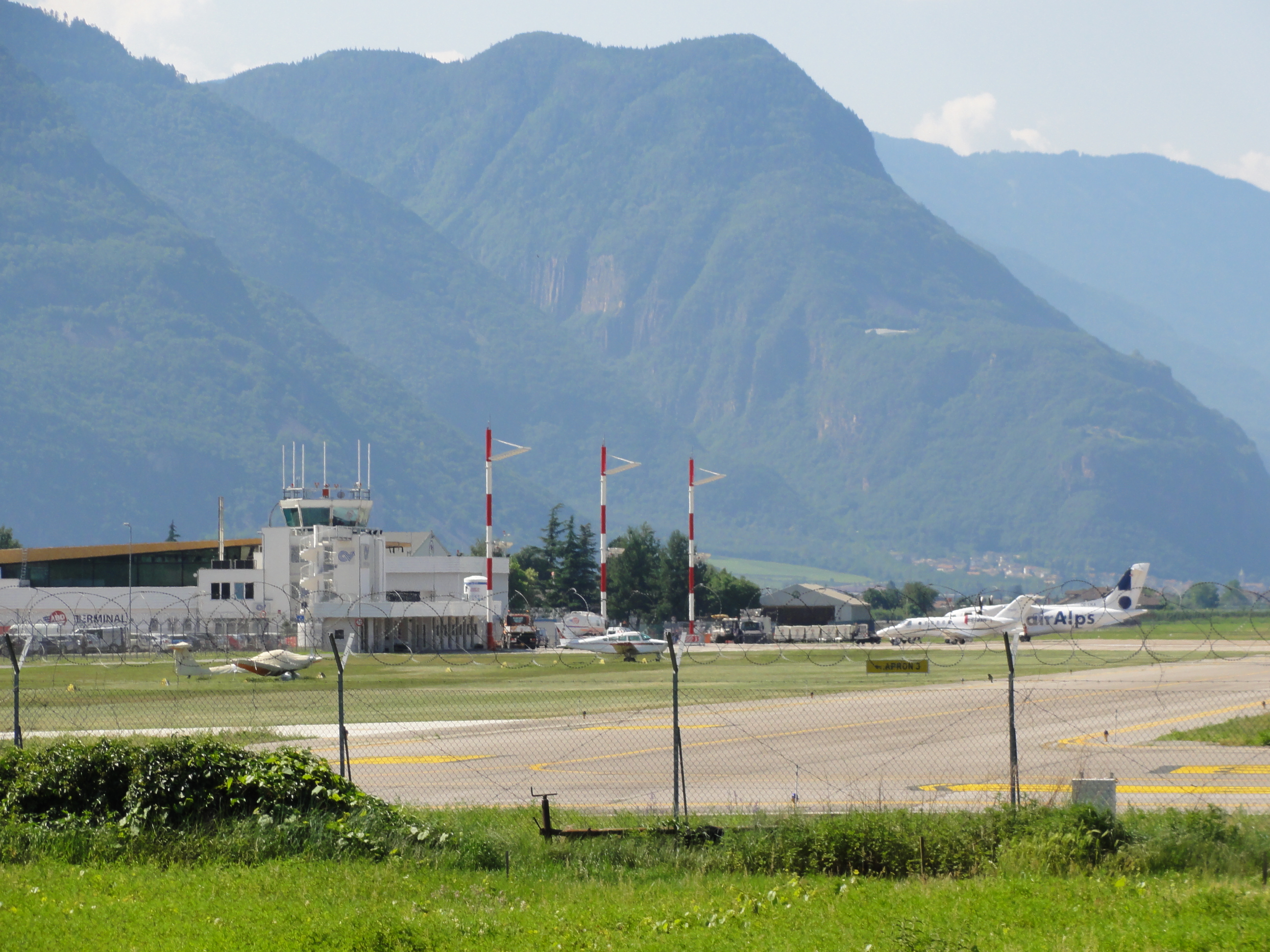
Aeropuerto de Bolzano (Bozen)

### Ciclismo, teleférico y transporte aéreo
Desde hace años, la red intercomunal de rutas ciclistas está en constante expansión, y en 2011 comprendía rutas de unos 400 km de longitud. Las tres rutas principales que atraviesan los principales valles, la ruta ciclista 1 «Brenner-Salurn», la ruta ciclista 2 «Vinschgau-Bolzano» y la ruta ciclista 3 «Pustertal», son continuamente transitables salvo en algunos tramos. Solo en el área urbana de Bolzano, la red de carriles para bicicletas consta de unos 50 km de instalaciones de tráfico separadas, en las que se cubre aproximadamente el 30% de las distancias recorridas en el tráfico urbano.
En 2012, había 374 instalaciones de teleféricos en Tirol del Sur. La mayoría de ellas sirven para dar acceso a las zonas de deportes de invierno, pero algunas instalaciones también sirven de apoyo al transporte público local.
El aeropuerto de Bolzano es utilizado por los vuelos chárter, la aviación general y los militares. Además, está el aeródromo de Dobbiaco, que sirve principalmente a los militares, pero al que también pueden acceder los particulares de forma limitada.

## Educación

### Centros de enseñanza primaria y secundaria

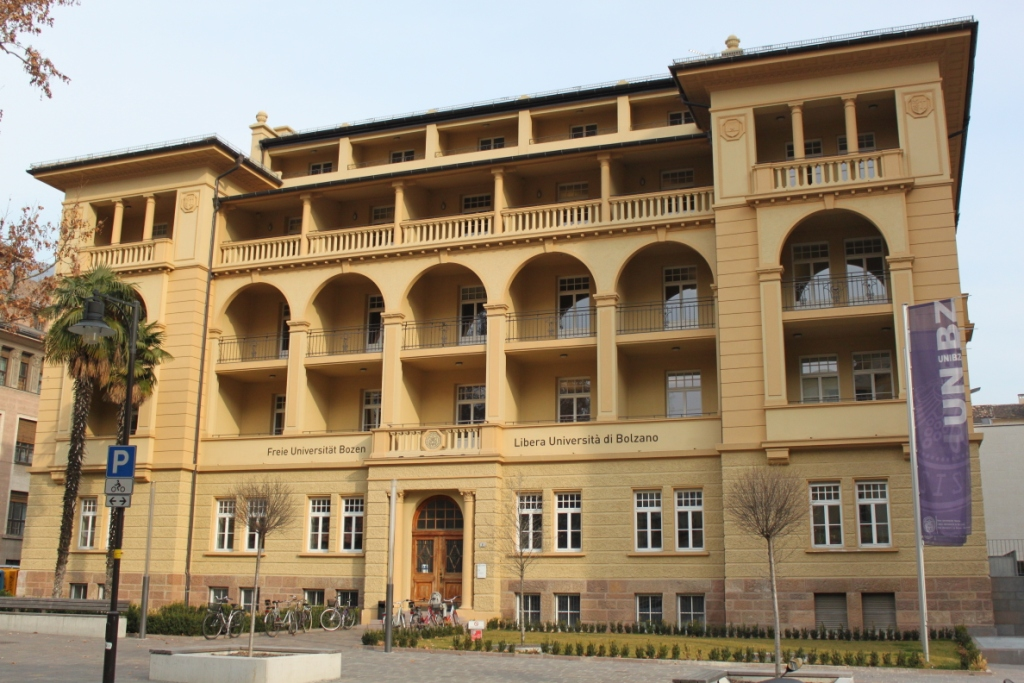
Edificio del Rectorado de la Universidad Libre de Bolzano (Bozen)

El sistema escolar de Tirol del Sur se basa en sus fundamentos en el sistema educativo habitual en Italia. En el marco de la autonomía educativa de Tirol del Sur, esto se modificó según las necesidades locales mediante reformas escolares de los niveles inferior y superior. El sistema educativo italiano distingue entre la escuela primaria (cinco años), la escuela secundaria de primer grado (tres años) y la escuela secundaria de segundo grado (de tres a cinco años). Las escuelas primarias y secundarias están diseñadas como escuelas integrales. Una vez terminada la secundaria, los estudiantes pueden elegir entre una variedad de escuelas secundarias de cinco años, incluyendo escuelas de gramática, escuelas de negocios y escuelas secundarias técnicas, o bien asistir a una escuela de formación profesional de tres a cuatro años. El título de acceso a la universidad se obtiene al aprobar el examen final estatal.
Una característica especial del Tirol del Sur es la coexistencia de escuelas alemanas, italianas y ladinas. Las escuelas de los tres grupos lingüísticos difieren esencialmente en el idioma de las clases de las asignaturas. Las escuelas alemanas enseñan en alemán, las italianas en italiano, las escuelas ladinas en alemán e italiano a partes iguales, mientras que el ladino solo se utiliza en una asignatura aparte. Además de las escuelas públicas, en el Tirol del Sur también hay varias escuelas privadas, como el Colegio Franciscano de Bolzano y el Vinzentinum de Bressanone. Desde 2003, la OCDE coordina periódicamente las evaluaciones de los alumnos de la enseñanza obligatoria, cuyos resultados se publican a nivel provincial como resultados PISA independientes de Tirol del Sur.

### Universidades
En el ámbito de la enseñanza superior, la Universidad de Innsbruck, fundada en 1669, se considera tradicionalmente la "universidad regional" de la provincia de Tirol, Tirol del Sur, Vorarlberg y el Principado de Liechtenstein. En Tirol del Sur, la Universidad Libre de Bozen/Bolzano (FUB) se creó en 1997 como universidad complementaria. Tiene tres campus (Bolzano, Bressanone y Brunico), que albergan las facultades de Economía, Informática, Diseño y Artes, Ciencias Naturales y Tecnología, y Educación. Además de la FUB, instituciones como el Colegio Filosófico-Teológico de Bressanone, el Colegio Provincial de Profesiones Sanitarias "Claudiana" y el Conservatorio "Claudio Monteverdi" de Bolzano ofrecen educación superior especializada. La mayor representación de intereses de los estudiantes del Tirol del Sur es la sh.asus.

## Cultura

### Tradiciones
El Tirol del Sur cuenta con antiguas tradiciones, heredadas principalmente de su pertenencia al Tirol histórico. Las asociaciones de Schützen son especialmente seguidoras de las tradiciones tirolesas.
Los Scheibenschlagen son el tradicional "lanzamiento de discos ardientes" el primer domingo de Cuaresma, los Herz-Jesu-Feuer son los «fuegos del Sagrado Corazón de Jesús» que se encienden el tercer domingo después de Pentecostés. Los Krampus son demonios disfrazados que acompañan a San Nicolás.

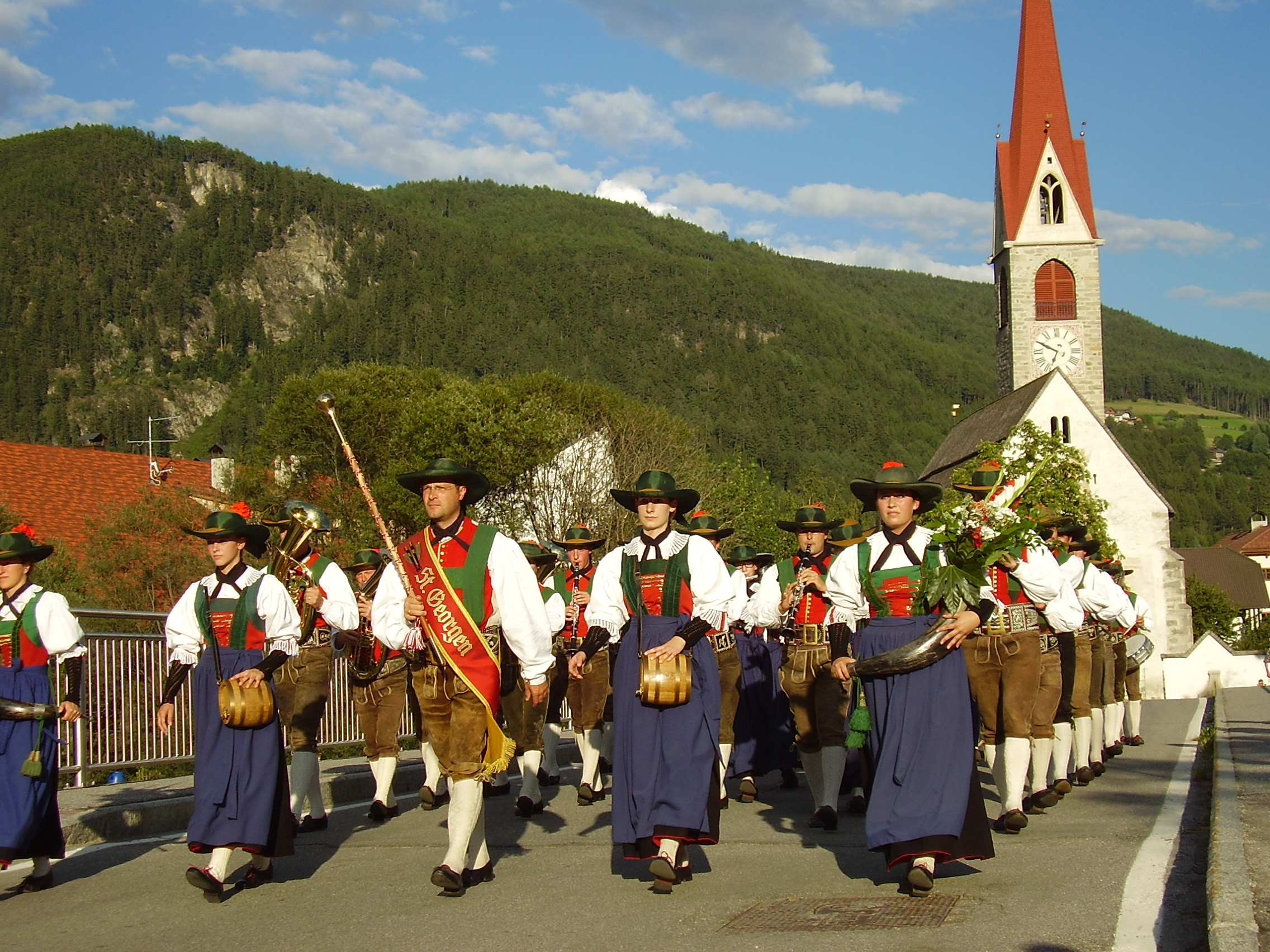
Una Musikkapelle con trajes históricos tiroleses

También hay varias leyendas y sagas vinculadas a los pueblos de los Dolomitas; entre las más conocidas están la leyenda del Rey Laurin y la del Reino de Fanes, que pertenece al patrimonio mitológico ladino.
Otras tradiciones antiguas son los juegos de cartas, como el Watten y el Mao Mao.
La trashumancia alpina (en alemán "Almabtrieb"), es una práctica ligada a la ganadería: cada año, entre septiembre y octubre, el ganado llevado a los pastos alpinos durante el verano regresa al valle, en medio de bailes y celebraciones locales. Destaca especialmente el itinerario que desde los Alpes de Oetztal, donde están los pastos de verano, llega a Val Senales y Val Passiria, recorriendo unos 44 km; en 2019 fue reconocido como Patrimonio Inmaterial de la Humanidad por la UNESCO.

### Bibliotecas
Tirol del Sur cuenta con unas 280 bibliotecas públicas, que están unidas a numerosas instituciones de gestión privada en la Asociación de Bibliotecas de Tirol del Sur. Dos bibliotecas académicas destacan claramente por su importancia y tamaño: la Biblioteca Provincial "Dr. Friedrich Teßmann", con su extensa colección tirolesa, y la biblioteca de la Universidad Libre de Bolzano, repartida en tres sedes. Desde 1997, el proyecto "Catalogación de bibliotecas históricas" se encarga de catalogar los fondos antiguos del Tirol del Sur.

### Instituciones de investigación
Las instituciones de investigación más importantes de Tirol del Sur se encuentran en la Universidad Libre de Bozen-Bolzano y en Eurac Research. La Universidad se ocupa principalmente de los departamentos de sus facultades, es decir, Economía, Informática, Ciencias Naturales, 
y Educación, pero también alberga el Centro de Historia Regional. Los once institutos del centro de investigación Eurac Research, fundado en 1992, trabajan de forma interdisciplinar en temas de autonomías, salud, montañas y tecnologías.
El Centro Experimental de Laimburg se dedica a la investigación agrícola orientada a la práctica. La filial italiana de la Fraunhofer-Gesellschaft, fundada en 2009, está situada en el NOI Techpark de Bolzano. El Archivo Provincial del Tirol del Sur, el Archivo Estatal de Bolzano y el Archivo Municipal de Bolzano, entre otros, se encargan de la investigación de las fuentes históricas. Otros centros de investigación existen en los Museos Provinciales del Tirol del Sur.

### Museos
La oferta de museos en el Tirol del Sur es amplia. Aproximadamente la mitad de las instituciones son de gestión privada, la otra mitad son gestionadas por corporaciones públicas o instituciones eclesiásticas. Los once museos provinciales del Tirol del Sur con un enfoque cultural, natural e histórico registran un gran número de visitantes, algunos de los cuales están repartidos por varias localidades del Tirol del Sur

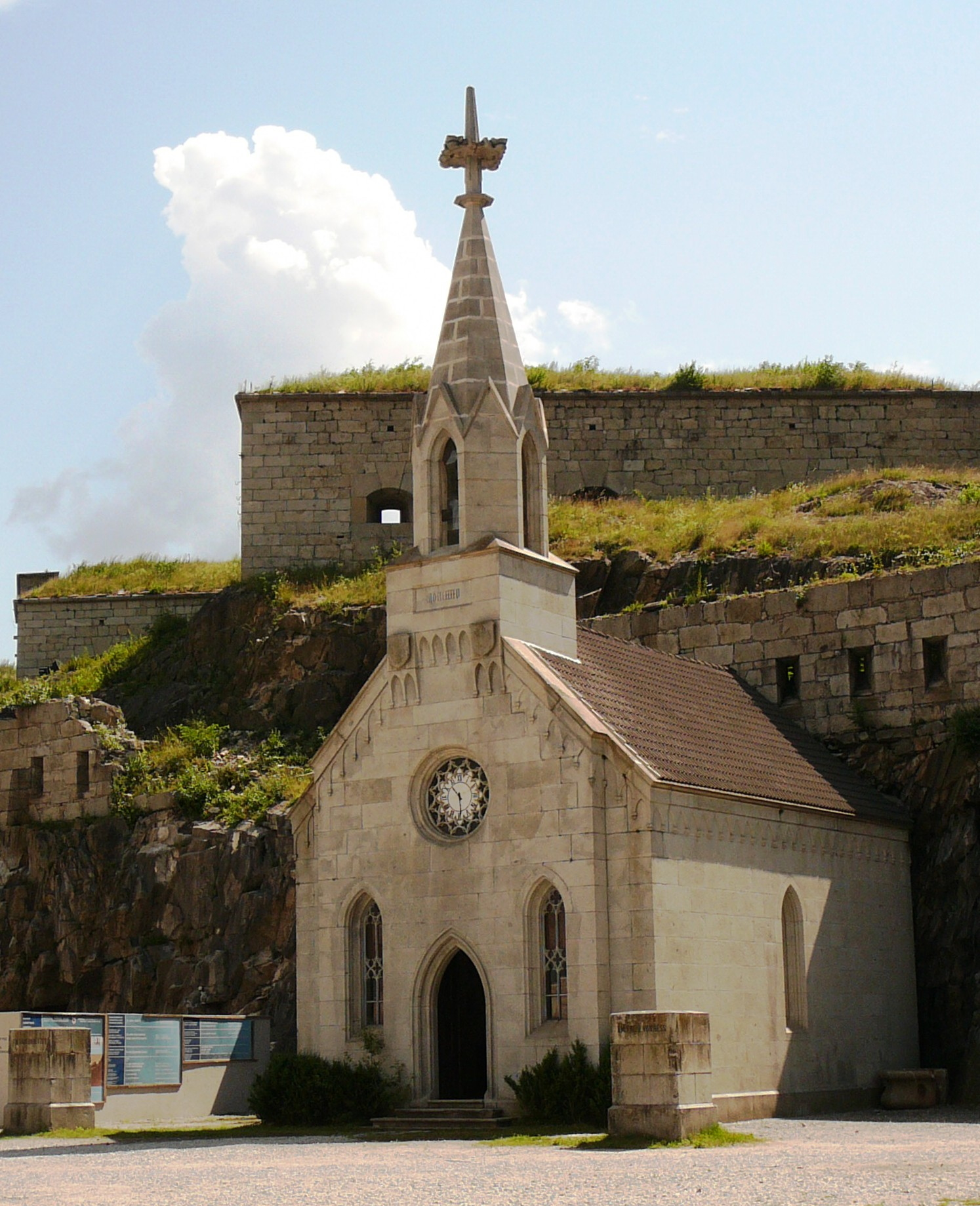
Iglesia de la Fortaleza de Franzensfeste

- Museo de Arqueología del Tirol del Sur
- Museo de la Minería del Tirol del Sur
- Museo Eccel Kreuzer
- Fortaleza de Franzensfeste
- Museo de Caza y Pesca del Tirol del Sur
- Museo Regional del Tirol del Sur de Historia Cultural y Regional
- Museo Ladino
- Museo de la Naturaleza del Tirol del Sur
- Touriseum con jardines adyacentes del castillo de Trauttmansdorff
- Museo del Folclore del Tirol del Sur
- Museo del Vino del Tirol del Sur

Entre las instituciones con patrocinio privado, eclesiástico o mixto se encuentran, por ejemplo, el Museo de la Montaña Messner, iniciado por Reinhold Messner, sobre el tema de las "montañas", el Museo Diocesano de Bressanone, con su colección de arte cristiano de la Edad Media y la época moderna, y el Museion, el museo de arte moderno y contemporáneo de Bolzano, gestionado conjuntamente por una asociación y la provincia.

## Medios de comunicación

### Periódicos y revistas
El diario más antiguo y más leído del Tirol del Sur es el Dolomiten, publicado en alemán y en menor medida en ladino, seguido por el Alto Adige en italiano. Desde su fundación en 1945, los dos periódicos han ocupado constantemente posiciones opuestas como medios de comunicación líderes de las subculturas germana e italiana del Tirol del Sur, respectivamente. En 2016, la mayor editorial regional Athesia, editora de los Dolomitas, adquirió una participación mayoritaria en Alto Adigio, que hasta entonces siempre había sido dirigida por propietarios italianos.
De menor importancia en el panorama de la prensa son la sección local del Corriere della Sera (Corriere dell'Alto Adige), surgida del antiguo diario Il Mattino dell'Alto Adige, y el Neue Südtiroler Tageszeitung en lengua alemana. El periódico dominical en alemán Zett es publicado por Athesia.

Logo de Athesia

Los semanarios regionales más importantes son el semanario político ff, los periódicos religiosos Katholisches Sonntagsblatt e Il Segno, y el Südtiroler Wirtschaftszeitung. La editorial ff-Media también publica la revista de negocios Südtirol Panorama. La Unión Generela di Ladins, organización que agrupa a las asociaciones ladinas, publica un periódico semanal en ladino, La Usc di Ladins ("La Voz de los Ladinos"), cuyos textos están escritos en la variedad lingüística respectiva, según la comunidad del valle predominantemente tratada.
Entre las publicaciones científicas destacan las revistas histórico-regionales Der Schlern y Geschichte und Region/Storia e regione, el anuario Ladinia, así como la revista botánico-zoológica Gredleriana. Arunda es la revista cultural más conocida del Tirol del Sur.

### Editoriales
En el ámbito de la edición de libros, además de la tradicionalmente dominante editorial del Tirol del Sur, Athesia, y de la mucho más pequeña Weger Verlag, a partir de los años 90 se desarrollaron varias editoriales rivales en lengua alemana con Edition Raetia, Folio Verlag y Provinz Verlag, algunas de las cuales operan a nivel suprarregional; la austriaca Studienverlag también tiene una sucursal en Bolzano. El sector del libro regional en italiano del Tirol del Sur está atendido principalmente por las editoriales Praxis 3 y Alpha Beta. Desde el cambio de milenio, algunas editoriales han empezado a desarrollar cada vez más un programa bilingüe.

### Radio

Logotipo de la Radio de Tirol del Sur

Entre las emisoras de radio, cabe destacar el servicio público Rai - Radiotelevisione Italiana, que tiene una emisora en Bolzano con tres departamentos editorialmente independientes. La Rai del Tirol del Sur emite su programa completo en alemán en su propio canal de radio. En el mismo canal de radio, los programas de radio en lengua ladina producidos por Rai Ladinia también se emiten como programas de ventana. Rai Alto Adige produce emisiones en italiano con contenido regional, que se emiten en Rai Radio 1 o Rai Radio 2. Además, Tirol del Sur cuenta con numerosas emisoras de radio locales, en todas las lenguas nacionales, como las emisoras en alemán Radio 2000, Radio Grüne Welle, Radio Holiday, Radio Tirol y Südtirol 1, así como la emisora en ladino Radio Gherdëina Dolomites. El programa informativo más escuchado es el Südtirol Journal, emitido por varias emisoras privadas.
A través del estándar DAB+, la Rundfunk-Anstalt Südtirol (RAS) emite las siguientes emisoras en dos conjuntos de ámbito nacional: Rai Radio 1, Rai Radio 2, Rai Radio 3, Rai Südtirol, Bayern 1, Bayern 2, Bayern 3, BR-Klassik, BR Heimat, B5 aktuell, KiRaKa, Deutschlandfunk Kultur, Deutschlandfunk Nova, Radio Swiss Pop, Radio Swiss Classic, Radio Swiss Jazz, Radiotelevisiun Svizra Rumantscha, Rete Due, Ö1, Radio Tirol, Ö3 y FM4. Además, hay otros conjuntos (DABMedia, Club DAB Italia, Eurodab) con emisoras privadas del Tirol del Sur o italianas.

### Televisión
Las televisiones más importantes en el Tirol del Sur son la Rai - Radiotelevisión Italiana y la Corporación Austriaca de Radiodifusión (ORF). En el centro de difusión de la Rai en Bolzano funcionan tres departamentos con independencia editorial. La Rai del Tirol del Sur emite sus programas de televisión en alemán, entre ellos el diario Tagesschau, en su propio canal de televisión. La programación en ladino de Rai Ladinia también puede verse en el mismo canal de televisión, incluido el programa TRaiL con noticias locales. Rai Alto Adige suministra a Rai 3 programas en italiano con contenido regional. La ORF mantiene una sucursal del estudio regional del Tirol en Bolzano, donde se produce el informativo regional Südtirol heute.
La Rundfunk-Anstalt Südtirol (RAS) emite los canales austríacos ORF 1, ORF 2 y ORF III, los canales alemanes Das Erste, ZDF, 3sat, BR Fernsehen, KiKA y arte, así como los canales suizos SRF 1, SRF zwei y RSI LA 1 a través de la norma DVB-T. Las cadenas públicas italianas (entre ellas Rai 1, Rai 2, Rai 3, Rai News 24 y Rai Südtirol/Ladinia), las cadenas privadas italianas (especialmente las cadenas de Mediaset y La7), así como las cadenas privadas regionales más pequeñas (como Video33 y SDF) pueden recibirse a través de sus propias redes de transmisión.